# Русское государство

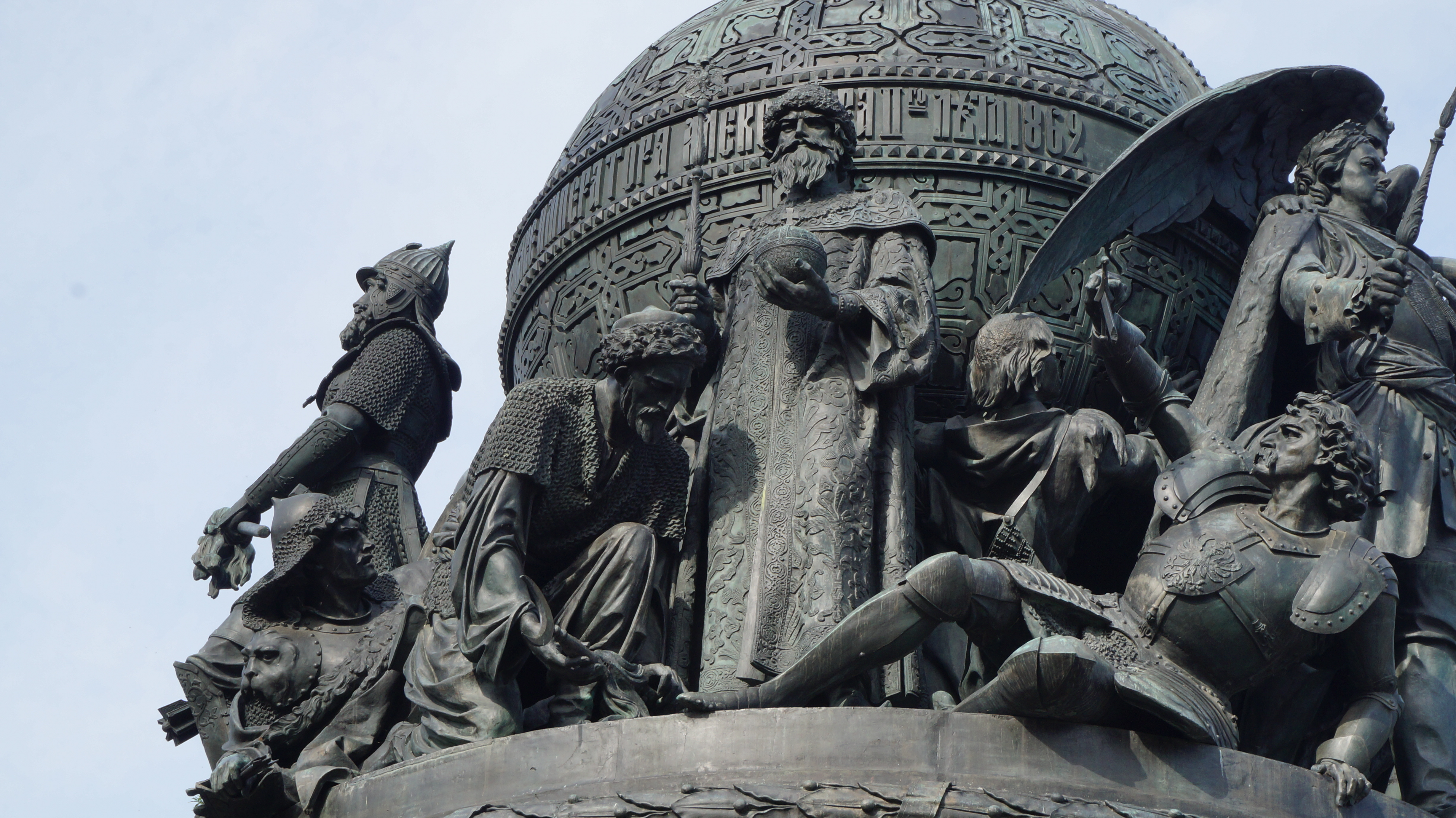
Фигура Ивана Великого на памятнике «Тысячелетие России» в Великом Новгороде. У его ног (слева направо) поверженные литовец, татарин и ливонский немец

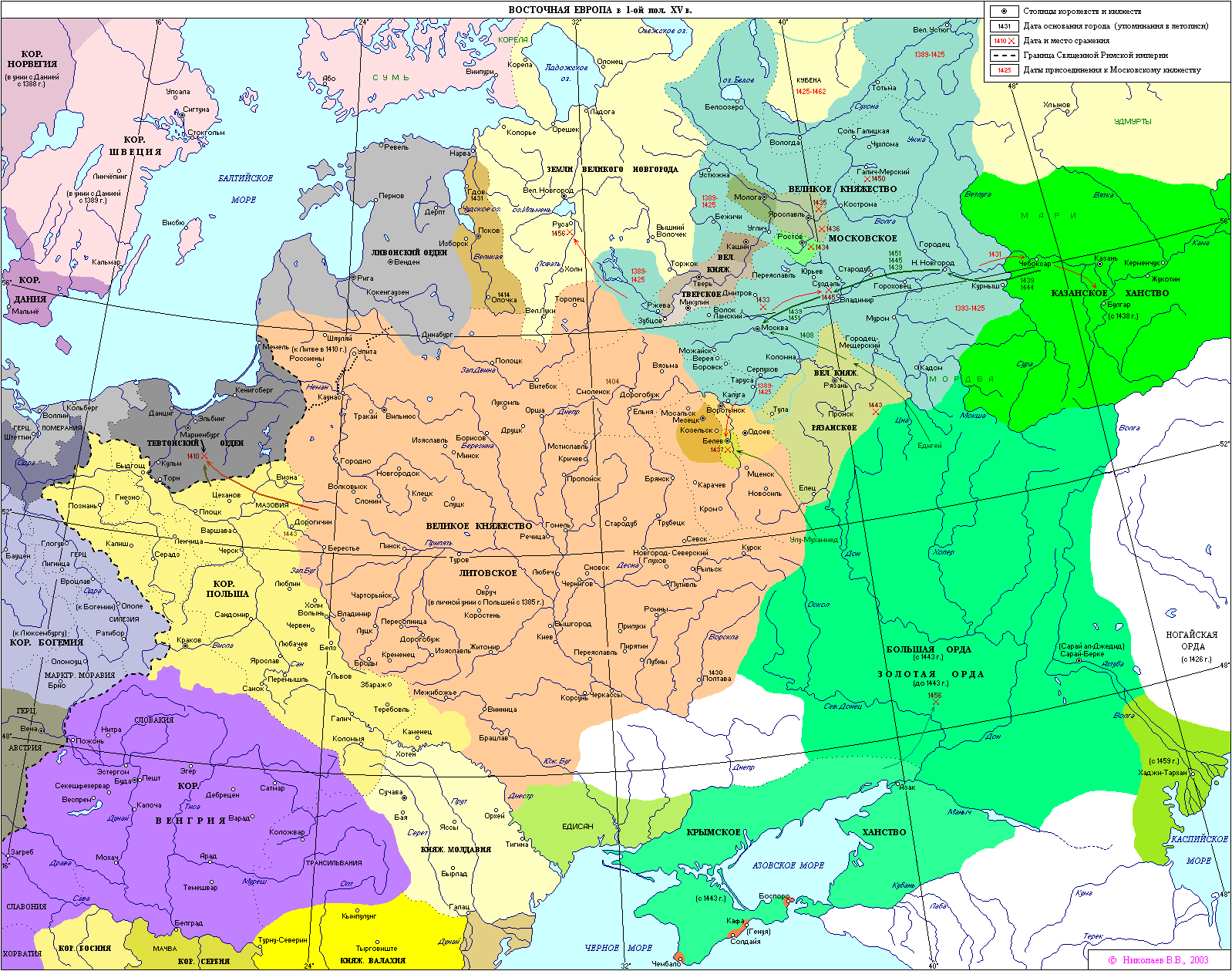
Политическая карта на момент восхождения Иоанна III на престол

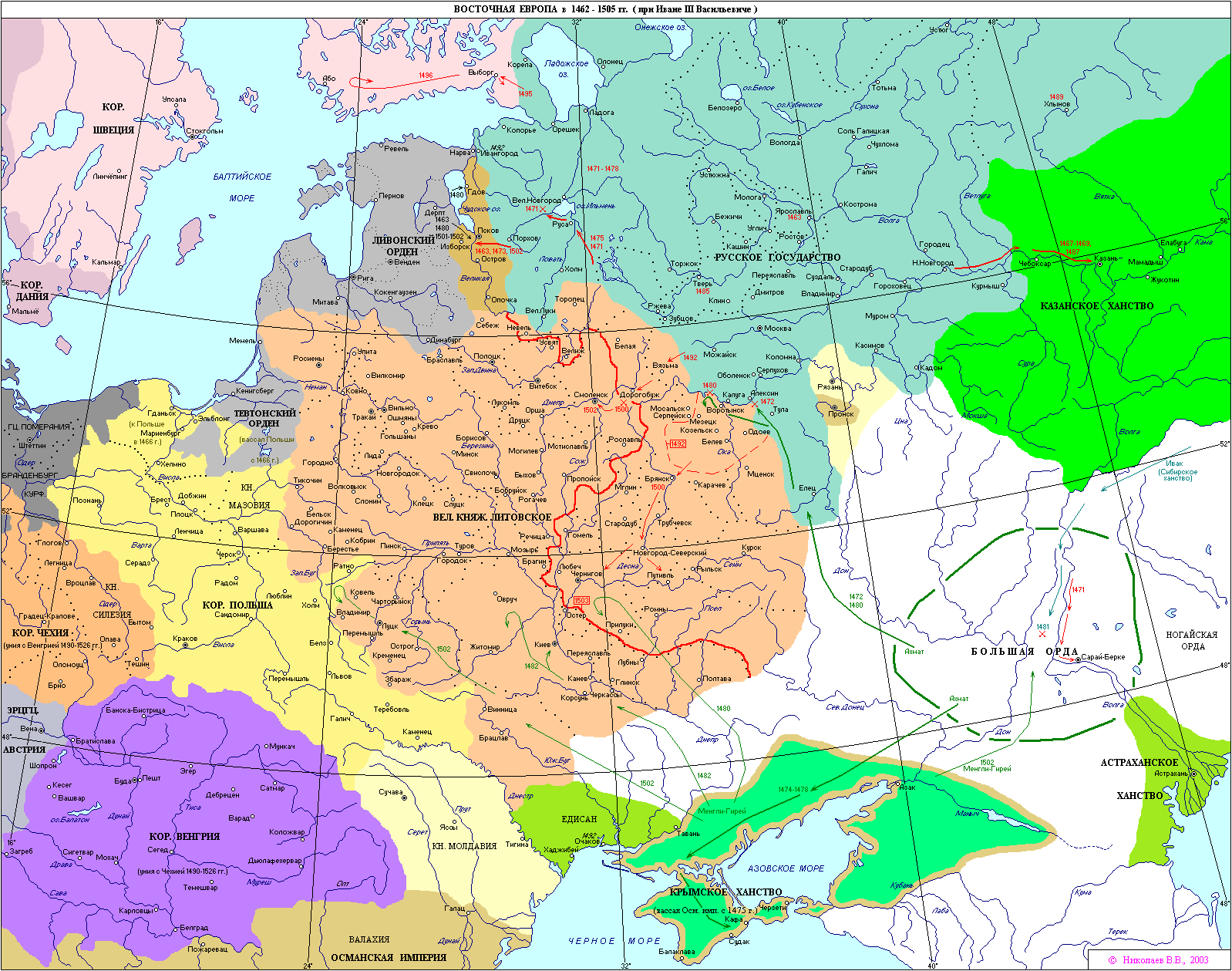
Политическая карта после присоединения Новгорода и других княжеств

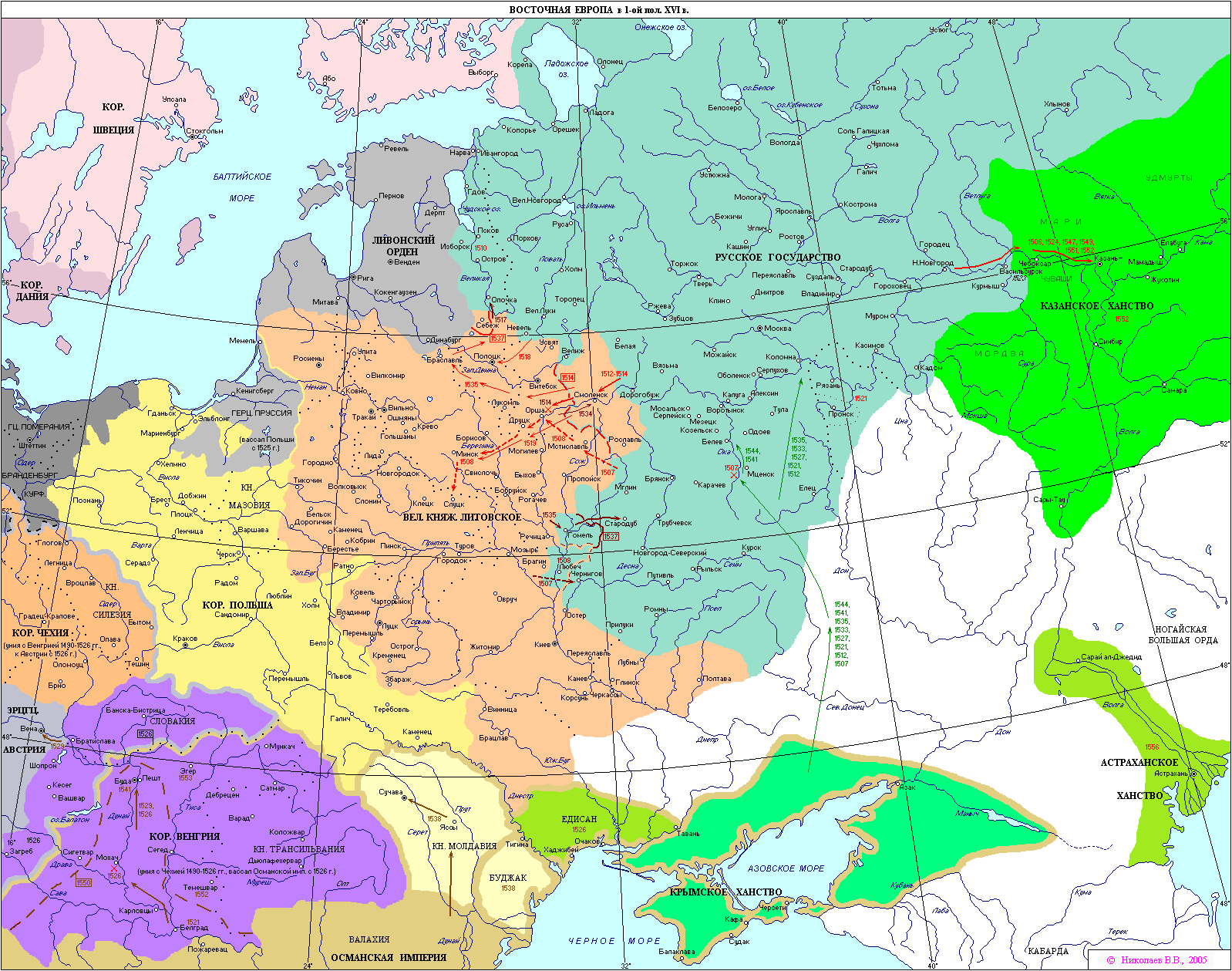
Политическая карта на момент смерти Иоанна III

Ру́сское (централизо́ванное) госуда́рство — государство конца XV — начала XVIII веков, сложившееся в результате объединения северо-восточных русских княжеств в конце XV века, в эпоху правления великого князя московского Ивана III.
Основы Русского государства были заложены в результате присоединения Иваном III Новгородской республики к Великому княжеству Московскому в 1478 году, а также окончательной ликвидации монгольского ига в 1480 году. Унаследовав от предшественников претензионный титул «государь всея Руси», Иван III значительно увеличил его фактическое наполнение, проводя успешную политику по «собиранию русских земель» и преодолению монголо-татарского ига. В результате его 43-летнего правления на месте разрозненных феодальных княжеств появилась новая крупная держава Восточной Европы, воспринимавшая себя как возрождение Киевской Руси (Древнерусского государства) и претендовавшая также на ту часть её территориального наследия, которая досталась Великому княжеству Литовскому. Как единственное на тот момент независимое православное государство, Русское государство позиционировало себя также в качестве наследника павшей Византийской империи («Москва — третий Рим»).
В середине XVI века были проведены реформы государственного управления, включая создание первого в истории сословно-представительного органа (Земский собор) и постоянного войска (стрельцы), были присоединены территории Казанского (1552) и Астраханского (1556) ханств, тем самым весь волжский бассейн оказался под контролем Москвы, глава государства принял царский титул, началось присоединение Сибири. В 1558 году Русское государство вступило в затяжную войну в Прибалтике (Ливонская война). После вступления в неё Великого княжества Литовского московский царь Иван Грозный начал борьбу с внутренней оппозицией (введена опричнина), которая вместе с нагрузкой на хозяйство для нужд войны привели к экономическому кризису (Поруха). На этом фоне, после пресечения династии Рюриковичей, началось Смутное время (1605—1613), когда на протяжении нескольких лет бунтовали наиболее экономически развитые юго-западные районы страны при поддержке польских интервентов; в итоге были потеряны отвоёванные столетием раньше у Литвы Чернигов и Смоленск. В правление царя из новой династии Романовых — Алексея Михайловича — эти земли вместе со всей левобережной Украиной и Киевом вернулись под контроль Москвы, после перехода запорожских казаков под власть Москвы и многолетней русско-польской войны, а киевская митрополия была присоединена к московской. В то же самое время в Русском государстве после принятия Соборного уложения окончательно утвердилось крепостное право (1649), произошёл церковный раскол из-за реформ патриарха Никона (1654) и восстание под руководством Степана Разина (1667—1671). Пришедший к власти в 1689 году новый царь Пётр I провёл реформы армии и государственного управления, включая упразднение Земских соборов и подчинение церкви государству, выиграл Северную войну против Швеции и принял в 1721 году титул императора.

## Варианты названий

### Русское государство / Российское государство
Термин «Русское государство» применяется в историографии к периоду российской истории от 1478 или 1485 годов (присоединение Новгородской республики или Твери). Термин «государство», появившийся в конце XV века, отражает сущность нового объединённого политического образования и обозначает совокупность земель, находящихся под властью государя всея Руси. Использование на Руси греко-византийской формы «Россия», прослеживающееся с 1387 года и участившееся со времён правления Ивана III, является основой варианта «Российское государство».
Иоанн де Галонифонтибус использует название «Россия» для обозначения московского государства в 1404 году.
Иван III назван «российским государем» в грамоте крымского хана в 1474 году.
В 1493 году в договоре с королём Дании Иван III был назван «императором всея Руси» (totius Rutzsie Imperator).
В письме императора Священной Римской империи от 3 августа 1514 года к Василию III он был титулован как «Император и Правитель Русского мира» (Imperator et Dominator universorum Rhutenorum).
В 1590 году патриарх Константинопольский в грамоте об утверждении Московского Патриархата называет царя Федора Ивановича «самодержец царь всеа земли Росийские, Московский, Казанский, Астороханский, Новгородцкий и иных православных христьян господин».

### Русское царство / Российское царство
С точки зрения монаршей титулатуры, определявшей официальное название государства, термин «Русское царство» является допустимым синонимом наименования «Русское государство» со времени венчания Ивана Грозного на царство в 1547 году и до принятия Петром I императорского титула в 1721 году. При этом титул «царь» использовался в титулатуре Великих князей Московских ещё до Ивана Грозного. В некоторых документах им именовался его дед Иван III, короновавший затем своего внука Дмитрия «царём Руси», а уже потом его сын и отец Ивана Грозного Василий III именовался в договоре с тевтонами «Царь Всея Руси». C XVI века выражения «росийское царствие» и «росийское государство» широко используются в грамотах и документах. Присутствуют в чине венчания на царство Ивана IV, Фёдора Ивановича и других, а также в грамоте 1589 года об учреждении патриаршества в России.

### Великое княжество Московское
До 1547 года допустимыми вариантами наименования являются «Княжество Московское» (с 1263 года) и «Великое княжество Московское» (с 1363 года). Однако данному термину присуща некая фактическая неточность, поскольку великие князья Московские и государи всея Руси ещё до венчания Ивана IV на царство объединяли под своей властью помимо непосредственно Великого княжества Московского целый ряд сохраняющихся в понимании того времени престолов. После венчания Ивана IV на царство Великое княжество Московское также продолжало существовать как отдельная единица, хотя со временем к нему стали применять термин «Московское государство». Согласно Большой российской энциклопедии, «После успешного похода на Новгород (1477—1478) и установления контроля над землями Новгородской республики Иван III Васильевич стал официально титуловаться „великим князем всея Руси“. М. в. к. трансформировалось в Рус. гос-во.». Но по современным данным, Иван III ещё при жизни отца именовался (вместе о отцом) государем всея Руси , а титулом «великого князя всея Руси» задолго до Ивана III именовали себя, обладавшие титулом Великого князя Владимирского, тверской князь Михаил Ярославич (во всяком случае, так обращался к нему в официальном письме константинопольский патриарх Нифонт I), московские князья Иван Калита, Симеон Гордый, Василий Дмитриевич.

### Московское государство
Термин «Московское государство» встречается в разных значениях в исторических документах и сочинениях XVI—начала XVIII веков, а также в научной исторической литературе (историографии) XIX—XXI веков. В первоисточниках он может относиться к одному из государств, составляющих Российское царство (бывшее Московское княжество наряду с Новгородской землёй, Казанским ханством и др.) либо выступать как обозначение всего Российского государства. Как историографический термин вошёл в обиход среди историков XIX века, руководствовавшихся в периодизации российской истории противопоставлением столиц — Москвы и Петербурга.

### Московия
Изначально, Московия — латинское наименование самой Москвы, впоследствии ставшее в зарубежной Европе названием сначала Великого княжества Московского, а затем и всего Русского государства. Употреблялось в иностранных источниках с XV до начала XVIII века наряду с названиями Руссия или Россия. Распространилось под влиянием польско-литовской пропаганды, отвергавшей претензии объединённого Русского государства со столицей в Москве на земли всей Руси и стремившейся закрепить название «Русь» исключительно за Юго-Западной Русью, находившейся в это время в составе Речи Посполитой. Название преобладало в странах, получавших информацию о России из Речи Посполитой, в первую очередь в католических Италии и Франции. В русском языке этот термин является варваризмом — не полностью освоенным заимствованием.

### Московская Русь / Москвороссия
Понятие «Московская Русь» возникло в XV веке как противопоставление понятию «Литовская Русь». В историографии используется как обозначение государств со столицей в Москве — Великого княжества Московского и Русского государства.
В 1592 году Львовское братство в письме к царю Фёдору Иоанновичу называет его «пресветлый царь и великий князь Москвороссии».

## История

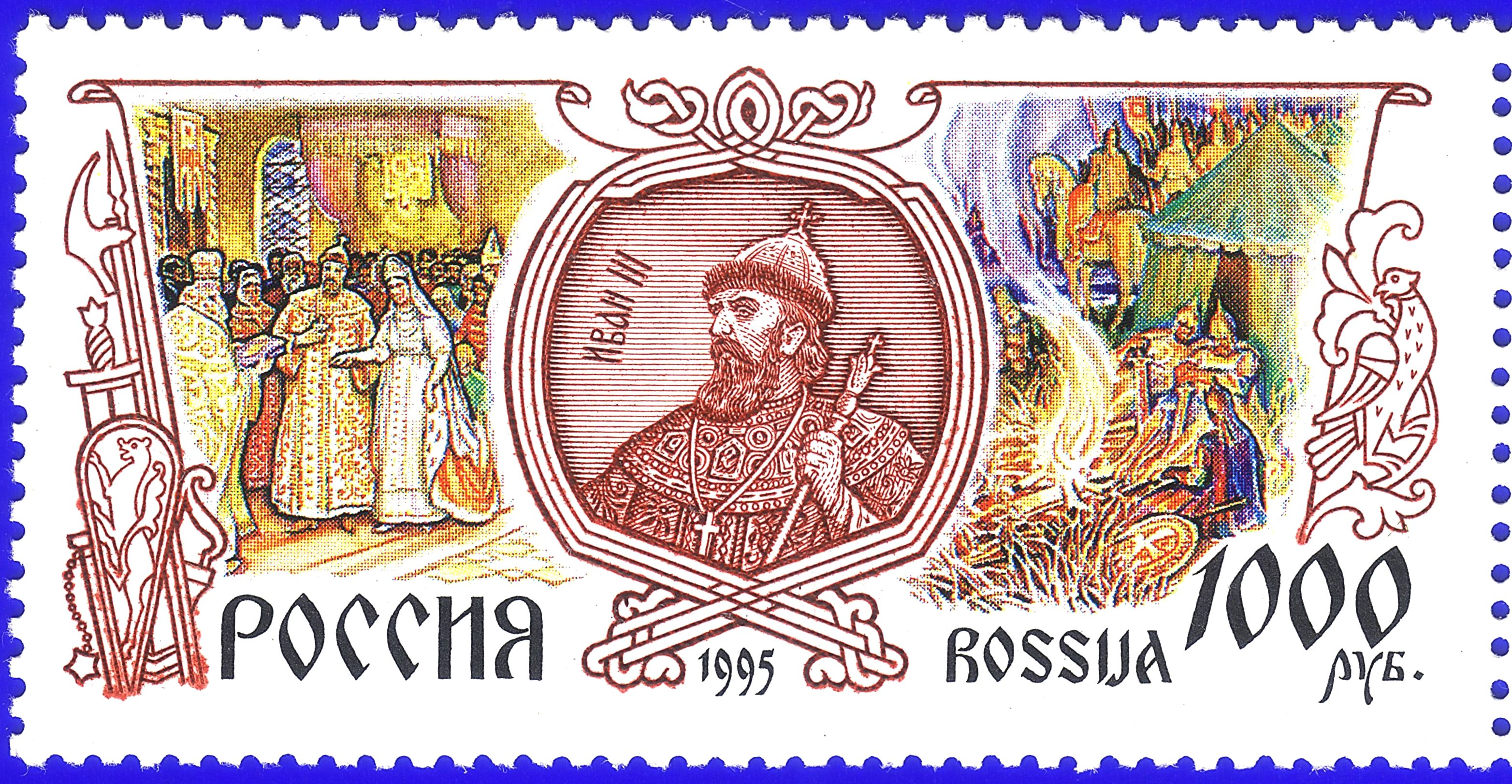
Иван Третий, почтовая марка России из серии «Великие князья», 1995

Русское государство, кроме Великого княжества Московского, включало соседние с ним, присоединённые при Иване III главнейшие территории Северо-Восточной Руси и Северо-Западной Руси: Новгородская республика, великие княжества: Тверское, Ярославское, Ростовское, и частично Рязанское, города, отвоёванные у Литвы: Новгород-Северский, Чернигов, Брянск. Идея собирания всех русских земель в едином государстве, в том числе относившихся к Литве и, впоследствии, к Речи Посполитой, прослеживалась на протяжении всего существования Российского государства и унаследовалась Российской империей.

### Присоединение Новгородской республики
В 1449 году великий князь московский Василий II Тёмный заключил с королём польским и великим князем литовским Казимиром вечный мир, по которому Новгородская республика признавалась зоной интересов Москвы, и обе стороны обязались не принимать у себя политических противников друг друга. Уже в 1453 году в Новгороде был отравлен главный противник Василия по 28-летней междоусобице Дмитрий Шемяка. В 1470 году новгородцы сочли нужным отправить кандидата на место умершего архиепископа Ионы Феофила на поставление в сан не к московскому митрополиту, а к киевскому. Угроза независимости со стороны московского великого князя привела к формированию в Новгороде влиятельной антимосковской партии. Возглавила её энергичная вдова посадника Марфа Борецкая с сыновьями.
6 июня 1471 года десятитысячный отряд московских войск под командованием Данилы Холмского выступил из столицы в направлении Новгородской земли, ещё через неделю в поход вышла армия Стриги Оболенского, а 20 июня 1471 года из Москвы начал поход сам Иван III. Продвижение московских войск по землям Новгорода сопровождалось грабежами и насилием, призванными устрашить противника.
В ходе битвы на Шелони новгородская армия была наголову разгромлена. Потери новгородцев составили 12 тысяч человек, около двух тысяч человек попало в плен; Дмитрий Борецкий и ещё трое бояр были казнены. Город оказался в осаде, среди самих новгородцев взяла верх промосковская партия, начавшая переговоры с Иваном III. 11 августа 1471 года был заключён мирный договор, согласно которому Новгород обязывался выплатить контрибуцию в 16 000 рублей, сохранял своё государственное устройство, однако не мог «отдаватися» под власть литовского великого князя; великому князю московскому была уступлена значительная часть обширной Двинской земли. Одним из ключевых вопросов отношений Новгорода и Москвы стал вопрос о судебной власти. Осенью 1475 года великий князь прибыл в Новгород, где лично разобрал ряд дел о беспорядках; виновными были объявлены некоторые деятели антимосковской оппозиции. Фактически в этот период в Новгороде складывается судебное двоевластие: ряд жалобщиков направлялись непосредственно в Москву, где и излагали свои претензии. Именно эта ситуация и привела к появлению повода для новой войны, закончившейся падением Новгорода.
Весной 1477 года в Москве собралось некоторое количество жалобщиков из Новгорода. Среди этих людей были два мелких чиновника — подвойский Назар и дьяк Захарий. Излагая своё дело, они назвали великого князя «государем» вместо традиционного обращения «господин», предполагавшего равенство «господина великого князя» и «господина великого Новгорода». Москва немедленно ухватилась за этот предлог; в Новгород были отправлены послы, потребовавшие официального признания титула государя, окончательного перехода суда в руки великого князя, а также устройства в городе великокняжеской резиденции. Вече, выслушав послов, отказалось принять ультиматум и начало подготовку к войне.
9 октября 1477 года великокняжеская армия отправилась в поход на Новгород. К ней присоединились войска союзников — Твери и Пскова. Начавшаяся осада города выявила глубокие разногласия среди защитников: сторонники Москвы настаивали на мирных переговорах с великим князем. Одним из сторонников заключения мира являлся новгородский архиепископ Феофил, что давало противникам войны определённый перевес, выразившийся в отправлении к великому князю посольства с архиепископом во главе. Но попытка договориться на прежних условиях не увенчалась успехом: от имени великого князя послам были заявлены жёсткие требования («Вечу колоколу в отчине нашей в Новгороде не быти, посаднику не быти, а государство нам своё держати»), фактически означавшие конец новгородской независимости. Столь явно выраженный ультиматум привёл к новым беспорядкам в городе; из-за городских стен начался переход в ставку Ивана III высокопоставленных бояр, в том числе военного предводителя новгородцев, князя В. Гребёнки-Шуйского. В итоге решено было уступить требованиям Москвы, и 15 января 1478 года Новгород сдался, вечевые порядки были упразднены, а вечевой колокол и городской архив были отправлены в Москву.

### Расширение границ и централизация управления
В правление Ивана III и Василия III завершился процесс расширения внешних границ великого княжества Московского за счёт других русских земель, не принадлежащих великому княжеству Литовскому. Основными этапами в этом стало присоединение: Новгородской республики (1478), Тверского великого княжества (1485), Вятской республики (1489), Югорской земли (1500), Пермской земли (1505), Псковской республики (1510) и Рязанского великого княжества (1521).
Одновременно с этим шёл процесс увеличения великокняжеских владений за счёт ликвидируемых уделов и раздача земель московским дворянам под условием службы — поместья, которые сначала были пожизненными держаниями, а с начала XVI века — потомственными. Централизации управления способствовало издание общерусского свода законов, который, в частности, защищал интересы помещиков путём ограничения перехода крестьян осенним Юрьевым днём.

Право чеканить монету получил великий князь. В завещании Ивана III был окончательно решён вопрос о выморочных уделах: уделы могли переходить только к сыновьям владельца; если же сыновей не было, то удел присоединялся к великому княжению. Владелец мог пожизненно наделить свою жену, но по смерти её надел этот поступал во владение великого князя.

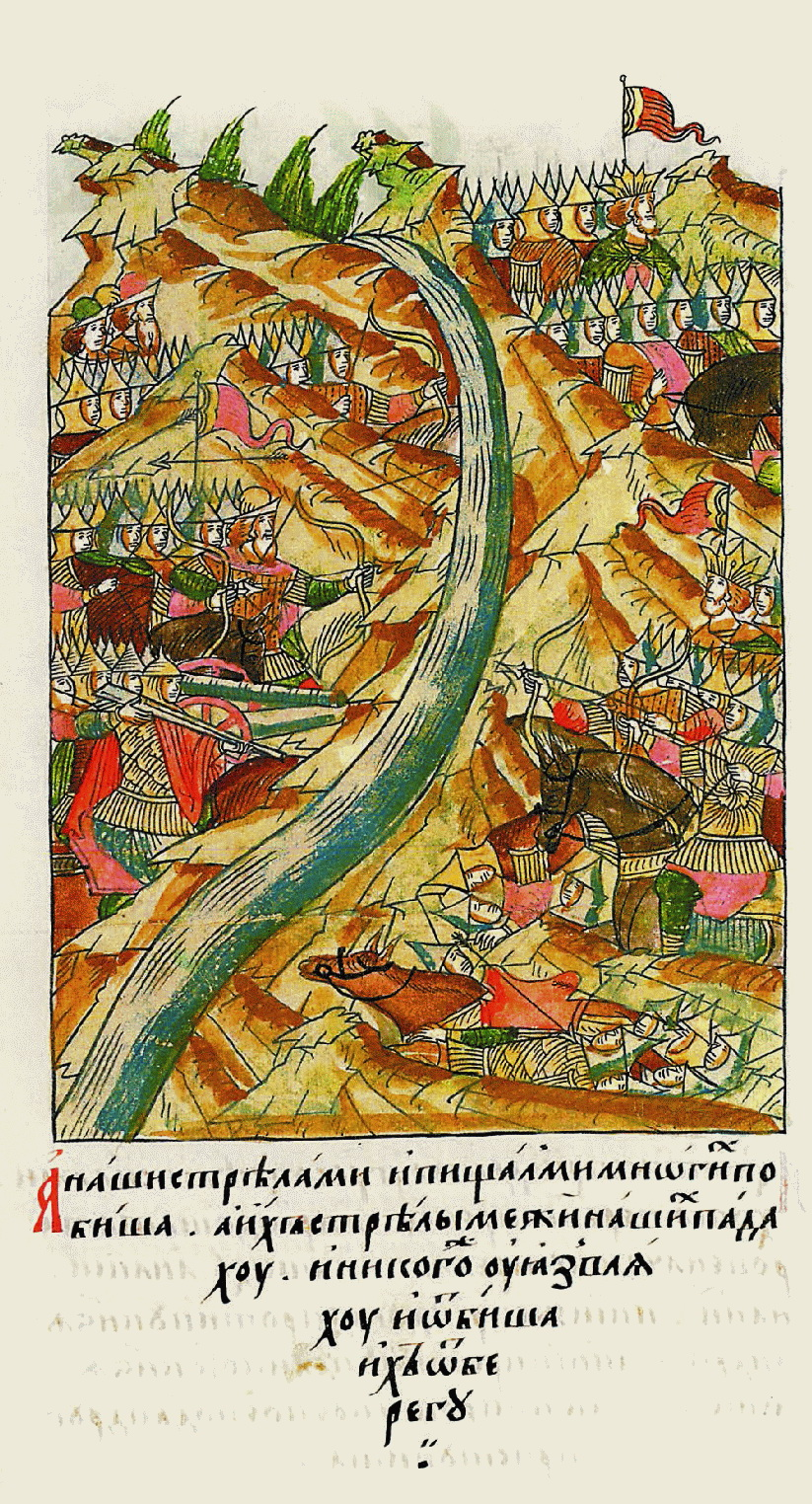
Стояние на Угре. Миниатюра Лицевого летописного свода. XVI век

В 1565 году Иваном Грозным была учреждена опричнина (до 1572) — особый удел царя со своим отдельным войском. Деятельность опричников внутри страны по борьбе с «изменой», а также нагрузка на экономику для ведения затяжной и безуспешной Ливонской войны нанесли серьёзный удар экономике страны (см. Поруха). Борьба с упадком экономики производилась путём дальнейшего закрепощения крестьян (запрещался переход крестьян в определённые годы и вводились сроки сыска беглых крестьян). Вместе с голодом 1601—1603 годов и концом династии Рюриковичей это стало причинами Смутного времени в России (1605—1613). Окончательно крепостное право в России установлено Соборным уложением 1649 года.

### Свержение монголо-татарского ига. Войны с татарскими ханствами
Распад Золотой Орды на несколько ханств, который был предопределён ещё разгромом Тохтамыша Тимуром в 1395 году, дал возможность московским князьям проводить по отношению к каждому из них самостоятельную политику. Образованное на средней Оке при Василие Тёмном Касимовское ханство было союзником Москвы. Казанское ханство стало объектом постоянного военного давления Москвы. Крымское ханство после попытки хана Большой Орды Ахмата захватить его стало вассалом Османской империи, союзником Москвы и противником короля польского и великого князя литовского Казимира IV.

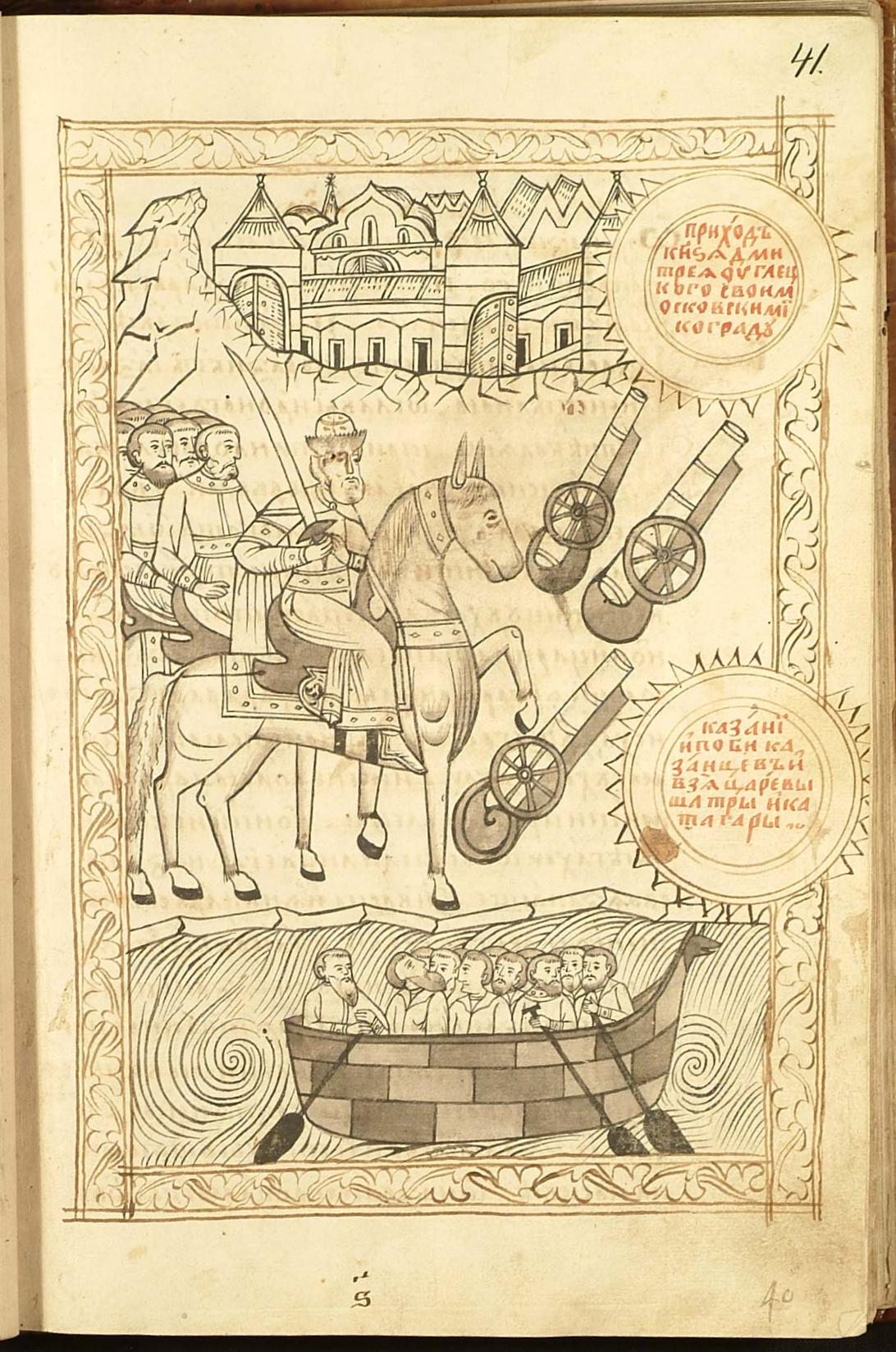
Казанский поход 1505—1507 гг., Казанский летописец, XVII в.

В 1472 году Иван III отказался выплачивать дань Орде и в контактах с Крымских ханством начал фигурировать как независимый правитель, а в 1480 году после стояния на Угре Московское государство стало полностью независимым. Во время стояния на Угре в 1480 году крымский хан предпринял поход на южнорусские владения Казимира и тем самым отвлёк его силы от московско-ордынского противостояния. И хотя генерального сражения не произошло, Ахмат потерял власть в Орде, через год был убит, а в 1502 году Большая Орда была разделена между разными ханствами.
В 1487 году русские войска в ходе войны в первый раз взяли Казань. Казанский хан Ильхам был пленён и отправлен в Россию, Казанское ханство перешло под протекторат Российского государства, наместником русского государя в Казани стал Дмитрий Шеин. Иван III принял титул «князя Болгарского».
После ликвидации в 1502 году Большой орды крымские ханы получили контроль над донскими степями. Таким образом возникла общая граница Русского государства с Крымским ханством. После восшествия на престол Василия III и резкого ухудшения русско-крымских отношений начались регулярные крымско-ногайские набеги на земли Русского государства. Первым из них был поход 1507 года в Верховскую землю. Наиболее разорительным нападением первой половины XVI века стал Крымский поход на Москву 1521 года. Аналогичный поход 1541 года был отражён более успешно.
Одновременно с крымской угрозой, участились войны с казанскими татарами. С начала правления Василия III вплоть до завоевания Казани в 1552 году насчитывалось четыре русско-казанских войны (1505—1507 годов, 1521—1524, 1530—1531, 1535—1552 годов), причём Крымское и Казанское ханства нередко действовали сообща.
В 1552 году Казанское ханство, а в 1556 Астраханское ханство были присоединены к Русскому государству. В 1559 году впервые был проведён поход в Крым. В 1568—1570 году Крым и Турция безуспешно попытались отвоевать Астрахань. В 1571 году крымский хан Девлет Гирей сжёг Москву (Кремль взят не был и уцелел), после чего Иван Грозный в переписке обещал вернуть Гиреям Астрахань и Казань. В 1572 году хан начал новый поход на Москву, заявляя о своих планах полного захвата Русского государства, однако был разгромлен при Молодях, что сняло угрозу независимости Русского государства и позволило закрепить за собой ранее завоёванные территории в Поволжье.

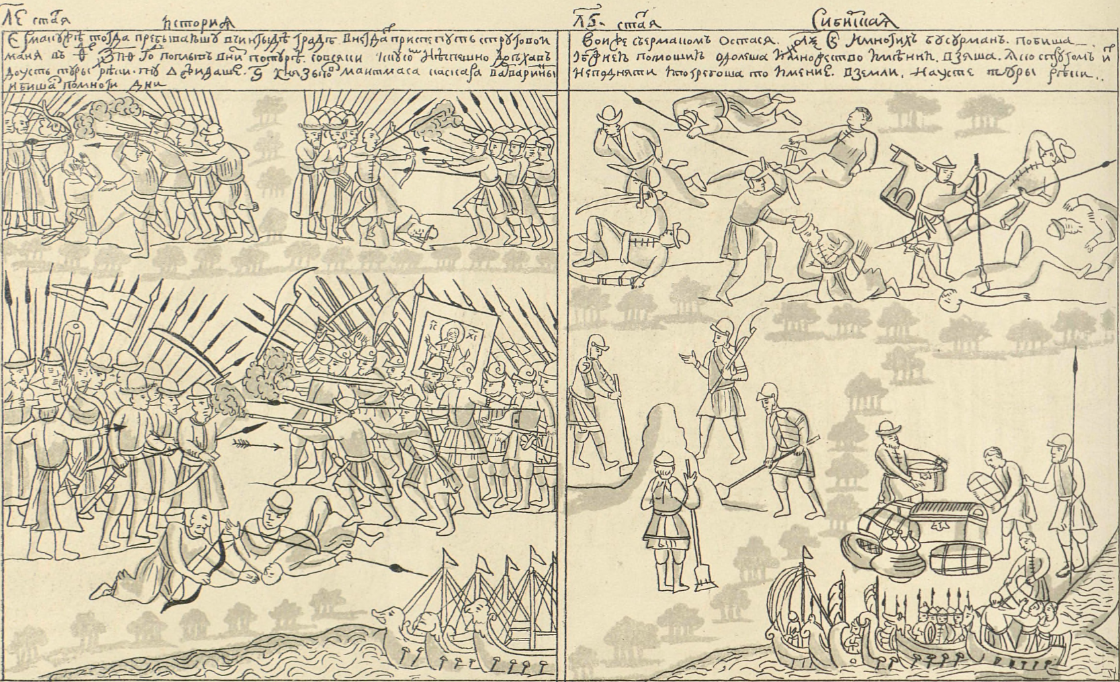
Бой и победа Ермака над татарскими князьями, Ремезовская летопись, кон. XVII в.

На эпоху Ивана Грозного пришлось также начало завоевания Сибири. Немногочисленный отряд казаков Ермака Тимофеевича, нанятый уральскими промышленниками Строгановыми для защиты от набегов сибирских татар, разбил войско сибирского хана Кучума и взял его столицу Кашлык. Несмотря на то, что из-за нападений татар мало кому из казаков удалось вернуться живым, распавшееся Сибирское ханство уже не восстановилось. Спустя несколько лет, царские стрельцы воеводы А. Воейкова подавили последнее сопротивление. Началось постепенное освоение русскими Сибири, мотором которого были казаки и поморские охотники за пушниной. В течение следующих десятилетий начали возникать остроги и торговые поселения, такие как Тобольск, Верхотурье, Мангазея, Енисейск и Братск.

### Русско-литовские войны XV—XVI веков
После успехов Москвы в борьбе против татарских ханств князья удельных верховских княжеств вместе с землями перешли с литовской службы на московскую, что стало причиной первой из русско-литовских войн рубежа XV—XVI веков.
В 1500 году внук основного соперника Василия Тёмного в борьбе за власть XV—XVI веков, Василий Иванович Шемячич, князь новгород-северский и рыльский, также перешёл на московскую службу. В результате русско-литовско-ливонской войны 1500—1503 годов и победы русских в ключевом сражении на Ведроше треть территории Великого княжества Литовского, а именно Северская земля и Чернигов, отошла к Москве. В результате следующей войны (1512—1522) к Москве отошли смоленские земли, несмотря на поражение русских войск под Оршей. В 1534—37 годах Литва начала новую войну, пытаясь вернуть утраченные в предыдущих войнах территории, но война закончилась на условиях статус-кво.
После разгрома русскими войсками Ливонского ордена на первом этапе Ливонской войны (1558—1583) на его земли стала претендовать Литва. Тогда русские войска нанесли ей серьёзный удар под Полоцком. В 1569 году Великое княжество Литовское пошло на унию с Польшей, образовав с ней одно конфедеративное государство Речь Посполитую. При этом южная часть земель Великого княжества Литовского перешла под польскую юрисдикцию. С вступлением в войну Польши и Швеции Русскому государству пришлось отказаться от претензий на Эстонию и Латвию, также был потерян ряд земель на побережье Балтики (возвращены по итогам войны 1590—1595 годов).

### Реформы Ивана IV Грозного. Принятие титула Царя

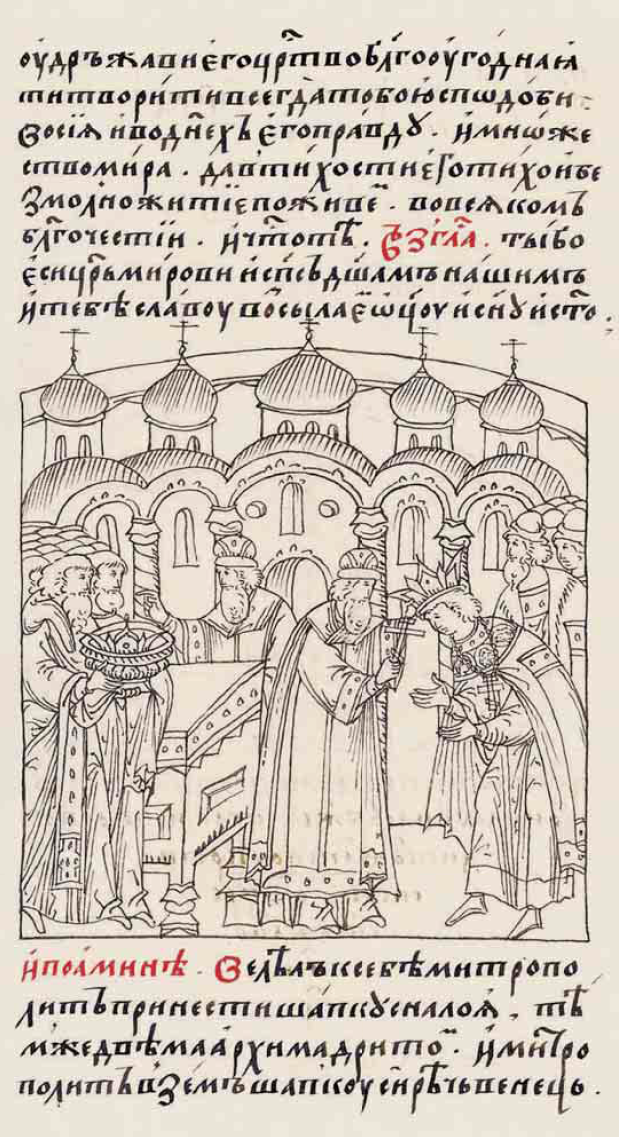
Венчание на царство Ивана Грозного (Лицевой летописный свод, Царственная книга, л. 288.)

6 января 1547 года в Успенском соборе Московского Кремля состоялась торжественная церемония венчания, чин которой был составлен митрополитом. Митрополит возложил на Ивана знаки царского достоинства: крест Животворящего Древа, бармы и шапку Мономаха; Иван Васильевич был помазан миром, а затем митрополит благословил царя.
Новый титул позволял занять существенно иную позицию в дипломатических сношениях с Западной Европой. Великокняжеский титул переводился как «великий герцог», титул же «царь» в иерархии стоял наравне с титулом император.
Безоговорочно титул Ивана уже с 1555 года признавался Англией, чуть позже последовала Испания, Дания и Флорентийская республика. В 1576 году император Максимилиан II, желая привлечь Грозного к союзу против Турции, предлагал ему в будущем престол и титул «всходного [восточного] цесаря». Иван IV отнёсся совершенно равнодушно к «цесарству греческому», но потребовал немедленного признания себя царём «всея Руси», и император уступил в этом принципиально важном вопросе, тем более, что ещё Максимилиан I титуловал Василия III «Божиею милостью цесарем и обладателем всероссийским и великим князем».
С 1549 года вместе с «Избранной радой» (А. Ф. Адашев, митрополит Макарий, А. М. Курбский, протопоп Сильвестр и др.) Иван IV осуществил ряд реформ, направленных на централизацию государства и построение общественных институтов.
В 1549 году созван первый Земский собор с представителями от всех сословий, кроме крестьянства. В России оформилась сословно-представительная монархия.
В 1550 году принят новый судебник, который ввёл единую единицу взимания налогов — большую соху, которая составляла 400—600 десятин земли в зависимости от плодородия почвы и социального положения владельца, и ограничил права холопов и крестьян (были ужесточены правила перехода крестьян).
В начале 1550-х годов были проведены земская и губная (начата правительством Елены Глинской) реформы, перераспределившая часть полномочий наместников и волостелей, в том числе судебных, в пользу выборных представителей черносошного крестьянства и дворянства.
Стоглавый собор 1551 года, на котором царь опираясь на нестяжателей надеялся провести секуляризацию церковных земель, заседал с января-февраля по май. Церковь была вынуждена ответить на 37 вопросов молодого царя (из которых часть обличала беспорядки в святительстве и монастырском управлении, а также в монастырской жизни) и принять компромиссный сборник решений Стоглав, который регулировал церковные вопросы.
Уложение о службе (1556) обязало выставлять воинов пропорционально земельным владениям вотчинников наравне с помещиками, также было учреждено стрелецкое войско.

### Наследие Византии

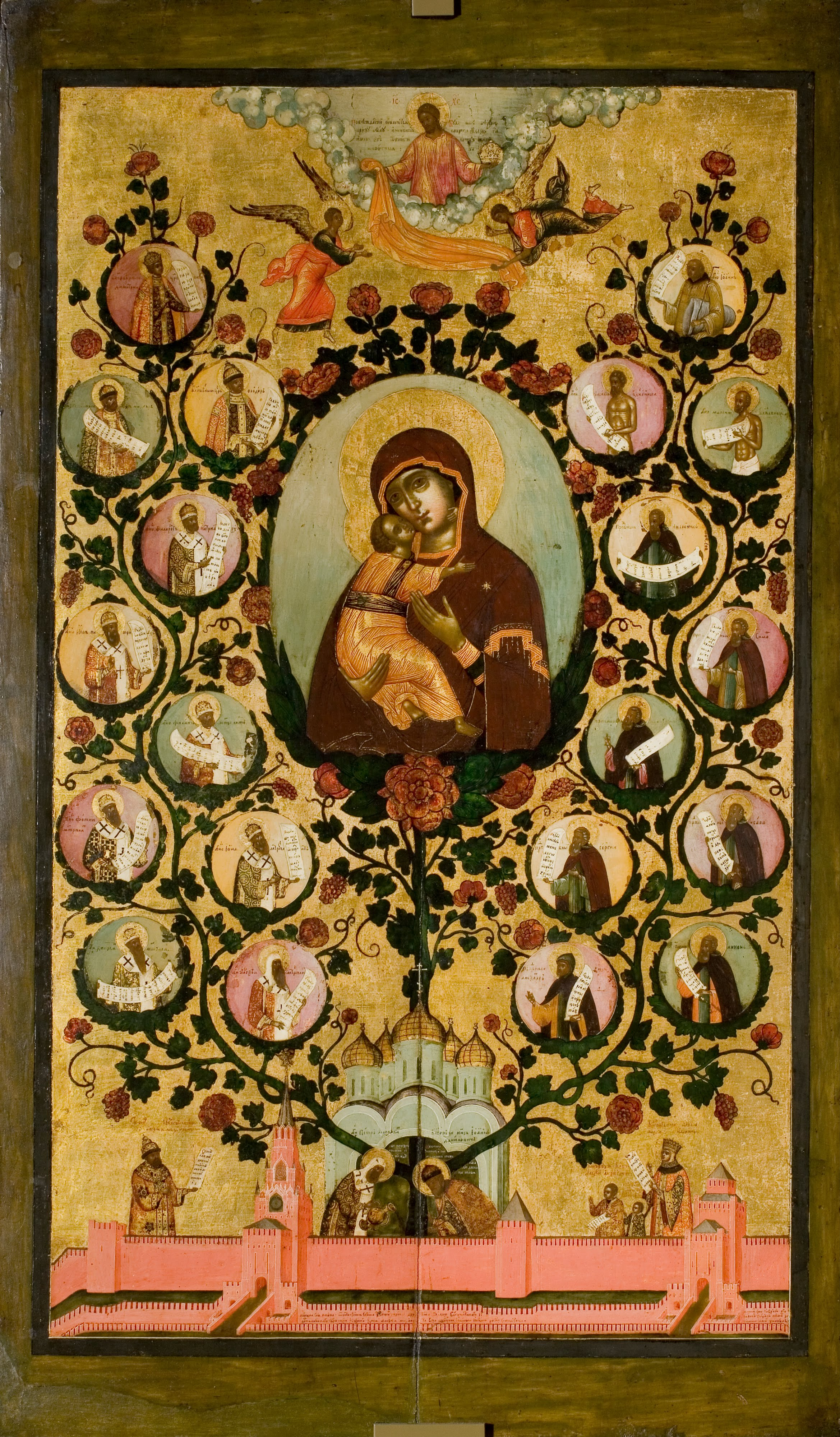
Насаждение древа Государства Российского (Похвала Богоматери Владимирской). 1668

К середине XVI века правитель Русского государства стал сильным самодержцем — царём. Принятием этого титула московский государь подчеркнул, что является главным и единственным правителем России, равным византийским императорам или монгольским ханам (которых в русских источниках могли называть цесарь, царь).
После венчания в 1472 Ивана III и Софьи Палеолог, наследницы последнего византийского императора, Великое княжество Московское наследовало византийские традиции, ритуалы, титулы и герб Византийской империи — двуглавый орёл, ставший гербом России.
Чуть позже, в конце XV века, возникает идея о мессианской роли России, о её богоизбранности. Она получила название теории «Москва — Третий Рим». Впервые эта концепция встречается в предисловии к труду «Изложение Пасхалии» (1492 год) митрополита Зосимы. Впоследствии эту теорию развил в своих посланиях старец псковского Елеазарова монастыря Филофей.

### Смутное время (1605—1613)

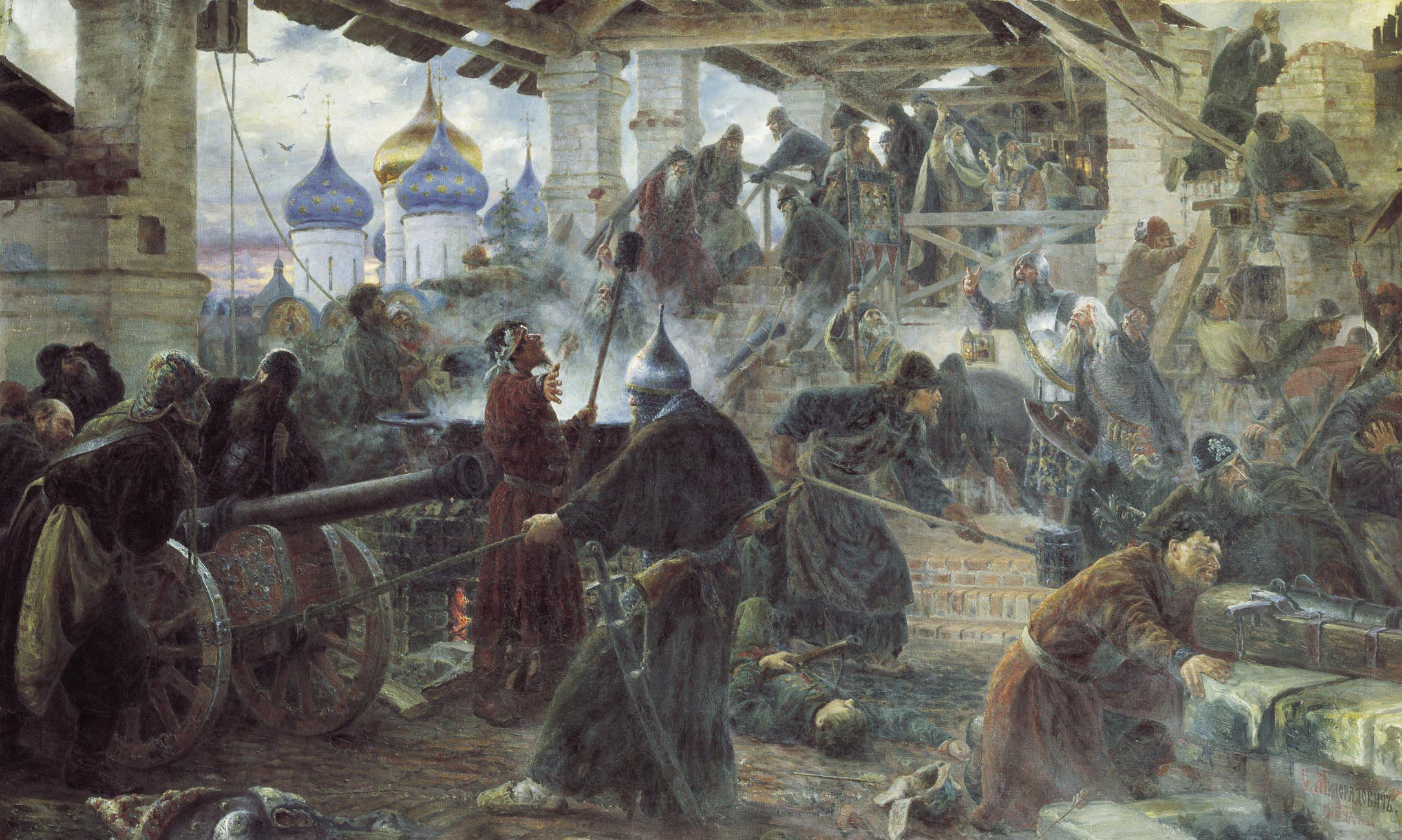
Оборона Троице-сергиевой лавры. С. Милорадович

В 1598 году умер без наследников последний Рюрикович на московском престоле, сын Ивана Грозного Фёдор, и царём стал брат его жены Борис Годунов, которого подозревали в убийстве царевича Дмитрия (1591). Великий голод (1601—1603) стал толчком к череде народных восстаний, первым из которых стало Восстание Хлопка. Годунову удалось подавить его, а также разбить в 1604 году отряд двинувшегося с Северщины на Москву самозванца Лжедмитрия I, однако со смертью Годунова его сыну Фёдору не удалось удержаться у власти, и царём стал Лжедмитрий, но также был свергнут и убит в результате переворота.
В 1606—1607 годах на юго-западе шло восстание Болотникова. Новому царю Василию Шуйскому удалось лишь удержать Москву, взять Калугу и Тулу, и уже в 1607 году появился новый самозванец Лжедмитрий II, который дошёл до Москвы и создал тушинский лагерь. В 1609 году ценой территориальных уступок Шуйский привлёк шведскую помощь и смог разбить Лжедмитрия.
Тогда поляки перешли от тактики поддержки внутриполитических противников русского царя к прямому военному вмешательству: разбили московско-шведское войско при Клушине (1610) и взяли Смоленск. К власти в Москве пришла семибоярщина, Шуйский был выдан полякам, на царство был избран польский королевич Владислав IV, но не перешёл в православие и в Москву не приехал. Тем временам шведы захватили Новгород, разорвав отношения с Москвой. Однако с занятием поляками Москвы оппозиция внутри Русского государства оказалась силой, выступавшей за независимость и национальные интересы, многие сподвижники Лжедмитрия пополнили ряды первого народного ополчения (1611). Второе народное ополчение, в которое участники, включая обязанных служить дворян, привлекались на возмездной основе, освободило Москву (1612). В 1613 году был созван Земский собор, избравший царём Михаила Романова и принесший клятву верности новой династии, предусматривающую отлучение от церкви за отступление от неё. Борьба с поляками шла вплоть до заключения перемирия (1618): Русское государство потеряло Смоленск и Северщину в пользу Речи Посполитой и выход к Балтийскому морю в пользу Швеции.

### Воссоединение Украины с Россией
В 1648 году запорожские казаки во главе с Богданом Хмельницким заручились поддержкой крымских татар, восстали против поляков и тогда же начали обращаться к русскому царю Алексею Михайловичу о переходе в подданство. В 1649 году они добились самоуправления на Гетманщине и реестра 40 тысяч человек, но в 1651 году новый польский король Ян Казимир мобилизовал шляхту, нанёс восставшим несколько поражений и ужесточил условия, в частности сократив реестр до 20 тысяч человек.
В 1654 году Переяславская рада провозгласила объединение Войска Запорожского с Русским государством, казаки получили от Москвы реестр 60 тысяч человек, и началась русско-польская война. Уже к концу 1655 года вся Западная Русь за редкими исключениями оказалась под контролем российских и казачьих войск, и боевые действия были перенесены непосредственно на этнические территории Польши и Литвы. Швеция решила воспользоваться ослаблением Польши и заняла её северо-западные районы, тогда Польша заключила с Россией Виленское перемирие (1656). Однако за этим последовал раскол в запорожском казачестве, вылившийся в 20-летнюю войну (1667—1687). Новый гетман Выговский вступил в союз с крымскими татарами и разбил царские войска под Конотопом. В результате противостояния левобережная Украина осталась в подчинении России (также московским правительством был выкуплен Киев на правобережье Днепра), а правобережная вернулась под контроль Польши.
В 1683 году польский король Ян Собеский сыграл ключевую роль в разгроме турок под Веной. На почве борьбы с Османской империей произошло сближение внешнеполитических позиций Польши и России: в 1686 году был заключён «Вечный мир», в 1687—1689 русские войска предприняли два похода в Крым.

### Присоединение Сибири
Процесс покорения Сибири включал в себя постепенное продвижение русских казаков и служилых людей на Восток, вплоть до их выхода к Тихому океану и закреплению на Камчатке. Пути движения землепроходцев по преимуществу были водные. Знакомясь с речными системами, они шли сухим путём исключительно в местах водораздела, где перевалив через хребет и устроив новые лодки, спускались по притокам новых рек. По прибытии в местность, занимаемую каким-либо племенем туземцев, казаки входили с ними в мирные переговоры с предложением подчиниться Белому царю и платить ясак, но переговоры эти далеко не всегда приводили к успешным результатам, и тогда дело решалось оружием. Обложив туземцев ясаком, казаки устраивали на их землях или укреплённые остроги, или просто зимовья, где и оставалась обыкновенно часть казаков в виде гарнизона для поддержания покорности и для сбора ясака. Вслед за войсками шли поселенцы, администраторы, духовенство, промысловики и купцы. Местное население облагалось налогом (см. ясак). Некоторые туземные племена оказали ожесточённое сопротивление (дауры, чукчи, коряки). В Сибири русские землепроходцы основали первые города (Тюмень, Тобольск, Томск, Красноярск, Иркутск, Якутск и др.). В Приамурье Россия впервые столкнулась с китайской империей Цин. В 1689 году между государствами был заключён Нерчинский договор, разграничивший территории двух государств. В целом покорение русскими Сибири к концу XVII века завершилось.

### Восстание Степана Разина (1667—1671)
Соборное уложение 1649 года ввело бессрочный сыск беглых крепостных крестьян, вместе с тем в крупнейшей казачьей области (Донское войско) действовало правило о запрете выдачи беглых крепостных. Скопление на Дону бедноты увеличивало социальную напряжённость. Восстанию предшествовал поход донских казаков во главе с Василием Усом по направлению к Москве (1666) и поход самого Степана Разина в Персию «за зипунами» (1667). Восстание, движущей силой которого была бедная часть казачества, началось в 1670 году. Оно носило стихийный антипомещичий характер, восставшие не имели политической программы и не выступали против царя. К восстанию примкнули также поволжские народы. Восставшие заняли Астрахань и Царицын. Кульминацией восстания стала Битва под Симбирском, когда восставшие не смогли взять город и были разбиты. Сам Разин был выдан правительству зажиточными казаками и казнён на Красной площади в Москве (1671). Восстание считается крупнейшим в допетровской Руси (Пугачёвское восстание (1773—1775) считается более крупным).

### Реформы Петра I и преобразование в империю

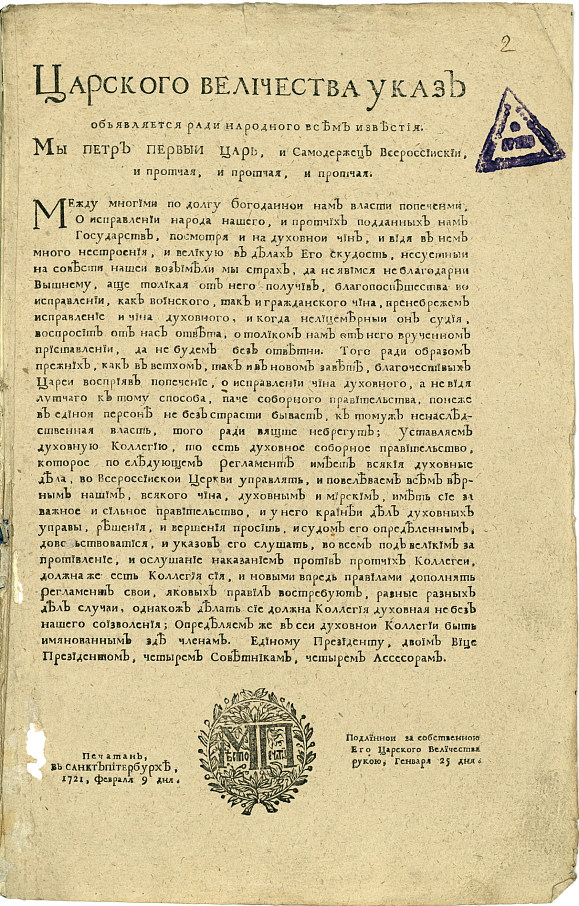
Указ об учреждении Духовной коллегии (Святейшего Синода)

Сын Алексея Михайловича Пётр I, выйдя победителем в борьбе за власть против сестры Софьи и стрельцов во главе с её фаворитом Голицыным, продолжил борьбу с турками, проведя азовские походы и завоевав для России выход к Азовскому морю (1700), впрочем, утраченный после неудачи русского похода 1711 года.
В 1700 году Пётр начал Северную войну против Швеции за возвращение России выхода к Балтийскому морю, параллельно интенсивно развивая возникшие ещё при его предшественниках полки иноземного строя и военный флот с установленной на борту артиллерией. Решающее сражение произошло под Полтавой (1709), также русский флот достиг преимущества на Балтике и высадил десанты в Швеции. Швеции пришлось отказаться от своих амбиций в Германии, Польше и на Украине и уступить России значительные территории в Прибалтике, включая Ригу и Ревель. На завоёванных землях, ещё до договорного подтверждения их включения в Россию, была основана новая столица страны (с 1712) — Санкт-Петербург.
Во внутренней политике следует отметить замену приказов на коллегии, прекращение созыва Земских соборов и выборов патриарха (с учреждением Святейшего правительствующего синода, встроенного в систему исполнительной власти). Булавинское восстание (1707—1708) было подавлено, чем была ликвидирована автономия крупнейшего в России казачьего войска — Донского. Стрелецкие части были упразднены, была введена рекрутская повинность (почти пожизненная служба части мужчин, определяемой по жребию), армия стала регулярной. Дворяне вместо самостоятельно снабжаемых конных частей стали в основном поставлять офицерские кадры для всей армии, а дети дворян — служить рядовыми в гвардейских полках, однако были сохранены обязательная служба дворян и крепостное право. Были окончательно стёрты различия между вотчинами и поместьями, возник новый термин имение (1714).
Таким образом реформы Петра I внутри государства и победа в Северной войне в 1721 году, позволили Петру принять титул императора Всероссийского, что положило начало Российской империи.

## Титулатура правителей
Иван III, как и его предшественники Дмитрий Шемяка и Василий Тёмный, использовал титул «государь всея Руси» ещё задолго до завоевания Новгородской республики в 1471 г. и присоединения Твери в 1485 г. Однако этот титул не желала признавать Литва: так, в марте 1498 г. в Литву был направлен с посольством князь В. В. Ромодановский. Посольство должно было, в том числе, добиться признания Литвой за Иваном III титула великого князя «всея Руси».
По мере расширения Русского государства и присоединения соседних территорий и земель расширялся и титул русских государей. Титул Ивана III к концу XV века выглядел так: «Иоанн Васильевич, Божьей милостью великий князь Владимирский, Московский, Новгородский, Тверской, Псковский, Вятский, Югорский, Пермский, Булгарский и других земель, и государь всей России».
В 1547 году Государь всея Руси и великий князь Владимирский и Московский Иван Васильевич (Иван IV Грозный) был коронован Царём Всея Руси, и принял полный титул: «Мы, великій государь Иванъ, Божіею милостію царь и великій князь всеа Русіи, Владимирскій, Московскій, Новгородцкій, Псковскій, Резанскій, Тверскій, Югорскій, Пермскій, Вятцкій, Болгарскій и иныхъ», впоследствии добавилось «Казанскій, Астараханскій», «и всеа Сибирскіе земли повелитель».
Новый титул русского самодержца стал в полном объёме соответствовать исторической реальности после покорения Казанского и Астраханского ханств. Поэтому лишь в 1557 году московские политики и дипломаты обратились к патриарху Константинопольскому с просьбой утвердить царское венчание. В 1561 году оно было утверждено грамотой, данной от имени Собора и патриарха Константинопольского Иоасафа II.
Мировое признание изменения было различным. Англия, в лице Елизаветы I, охотно признала новый титул Ивана и называла его на западный манер «императором». В католических странах признание пришло позже: в 1576 году император Священной Римской империи Максимилиан II признал Ивана царём всея Руси (Keyser aller Reussen).

## Правители
Цвет фона обозначает государя, правившего формально
Цвет фона обозначает правителя, являвшегося регентом или соправителем

| №             | Государь (с 1547 года Царь)                                      | Портрет | Начало правления | Конец правления |
| ------------- | ---------------------------------------------------------------- | ------- | ---------------- | --------------- |
| Рюриковичи    |                                                                  |         |                  |                 |
| 1             | Иван III Васильевич Великий (1440—1505)                          |         | 1478             | 27 октября 1505 |
| 2             | Василий III Иванович (1479—1533)                                 |         | 27 октября 1505  | 4 декабря 1533  |
| 3             | Елена Глинская (регентша при сыне) (1508—1538)                   |         | 3 декабря 1533   | 4 апреля 1538   |
| 4             | Иван IV Васильевич Грозный (1530—1584)                           |         | 3 декабря 1533   | 28 марта 1584   |
| 4             | Симеон Бекбулатович (? — 1616)                                   |         | 1575             | 1576            |
| 5             | Фёдор I Иванович (1557—1598)                                     |         | 28 марта 1584    | 17 января 1598  |
| Годуновы      |                                                                  |         |                  |                 |
| 6             | Ирина Фёдоровна (1557—1603)                                      |         | 17 января 1598   | 21 февраля 1598 |
| 6             | Борис Фёдорович (1552—1605)                                      |         | 21 февраля 1598  | 23 апреля 1605  |
| 7             | Фёдор II Борисович (1589—1605)                                   |         | 23 апреля 1605   | 11 июня 1605    |
| Смутное время |                                                                  |         |                  |                 |
| 8             | Лжедмитрий I (официально — Дмитрий Иванович) (? — 1606)          |         | 11 июня 1605     | 27 мая 1606     |
| 9             | Василий IV Иванович Шуйский (1552—1612)                          |         | 29 мая 1606      | 27 июля 1610    |
| -             | Лжедмитрий II (погиб 11 (21) декабря 1610 года)                  | -       | 22 июня 1607     | 21 декабря 1610 |
| -             | Владислав Жигимонтович (1595—1648)                               |         | 27 августа 1610  | 3 марта 1613    |
| Романовы      |                                                                  |         |                  |                 |
| 10            | Михаил Фёдорович (1596—1645)                                     |         | 3 марта 1613     | 23 июля 1645    |
| 10            | Патриарх Филарет (соправитель своего сына) (1554—1633)           |         | 24 июня 1619     | 11 октября 1633 |
| 11            | Алексей Михайлович Тишайший (1629—1676)                          |         | 23 июля 1645     | 8 февраля 1676  |
| 11            | Царевич Алексей Алексеевич (соправитель своего отца) (1654—1670) |         | 15 февраля 1654  | 17 января 1670  |
| 12            | Фёдор III Алексеевич (1661—1682)                                 |         | 8 февраля 1676   | 7 мая 1682      |
| 13-14         | Софья Алексеевна (регентша при своих братьях) (1657—1704)        |         | 7 мая 1682       | 8 февраля 1689  |
| 13-14         | Иван V Алексеевич (1666—1696)                                    |         | 7 мая 1682       | 8 февраля 1696  |
| 13-14         | Пётр I Алексеевич Великий (1672—1725)                            |         | 7 мая 1682       | 2 ноября 1721   |

## Символика

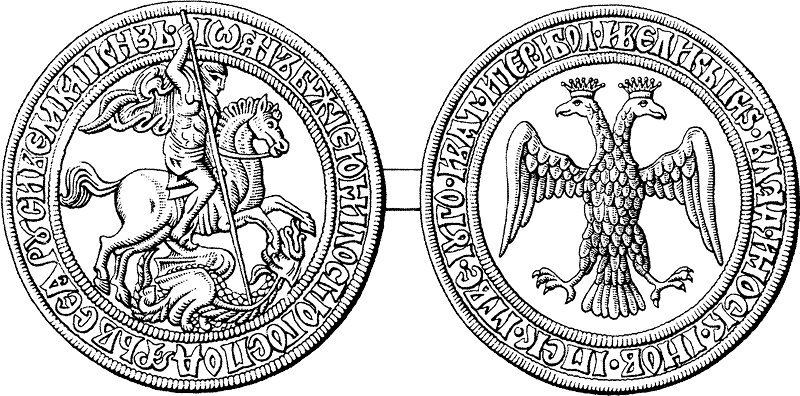
Символы Русского государства конца XV века

С тех пор, как Московский князь стал единоличным правителем Руси, всадник на коне, поражающий копьём дракона (символическое изображение победы добра над злом), стал одним из главных символов Русского государства наравне с двуглавым орлом.
Первым достоверным свидетельством использования двуглавого орла в качестве государственной эмблемы является печать, скрепившая в 1497 году грамоту Ивана III на земельные владения удельных князей. Тогда же изображения позолоченного двуглавого орла на красном поле появились на стенах Грановитой палаты в Кремле.
На Большой печати Ивана Грозного 1577 года вместо двух корон появилась одна с крестом над орлом. Во время правления Фёдора Ивановича две короны вернулись обратно, однако над головами орла был помещён православный крест (возможно, как символ самостоятельной Русской православной церкви). Датой официального установления трёх корон на гербе можно считать 1625 год, когда при Михаиле Фёдоровиче на малой государственной печати между глав орла вместо креста появилась третья корона. На Большой государственной печати царя Алексея Михайловича, сына Михаила Фёдоровича, то же самое было сделано в 1645 году.
Скипетр и держава отсутствовали до времени Михаила Фёдоровича, однако их добавление не считалось строго необходимым. В 1667 году они появились уже на государственной печати царя Алексея Михайловича. 4 июня 1667 года государь впервые дал официальное объяснение символики трёх корон — три царства: Казанское, Астраханское, Сибирское, а скипетр и держава должны были означать «Самодержавца и Обладателя». 14 декабря 1667 года появился первый в истории Указ о гербе («О титуле царском и о государственной печати»), в нём приводилось описание царского герба:

«Орёл двоеглавый есть герб державный Великого Государя, Царя и Великого Князя Алексея Михайловича всея Великая и Малая и Белыя России самодержавца, Его Царского Величества Российского царствования, на котором три короны изображены, знаменующие три великие Казанское, Астраханское, Сибирское славные царства, <…> на персях изображение наследника; в пазноктях скипетр и яблоко, и являет милостивейшего Государя, Его Царского Величества Самодержавца и Обладателя».

В 1672 году был составлен первый русский гербовник «Титулярник». Двуглавый орёл (без всадника на груди) в нём именовался гербом «Московским». Цвет орла в допетровскую эпоху был в основном золотым, хотя использовался и чёрный.

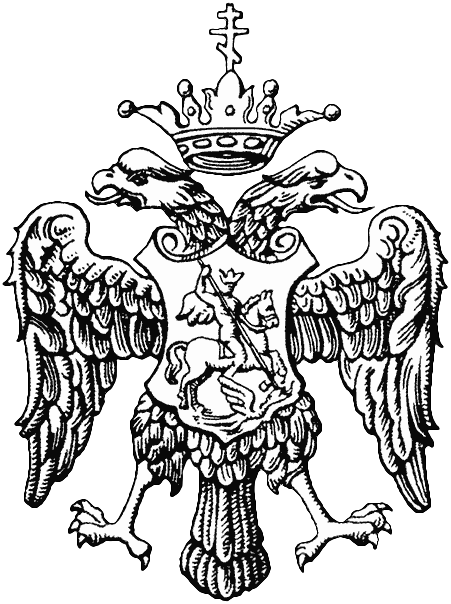
Герб Ивана Грозного 1577 год.
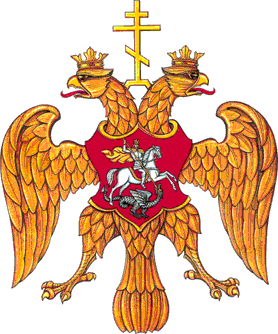
Герб Фёдора Иоанновича 1589 год.
Герб Алексея Михайловича 1667 год.

## Право

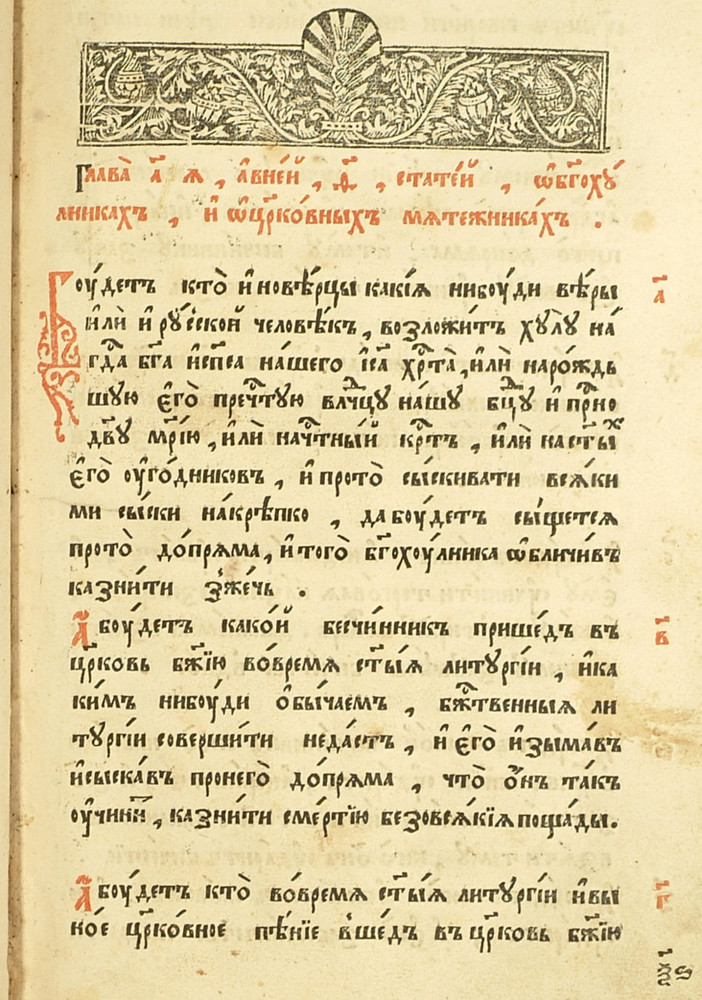
Соборное уложение 1649 года

В Московском княжестве старые нормы русского права сохраняли большой авторитет, и государи не нарушали их в явном виде, но постепенно изменяли. Междукняжеские договоры прекращаются с объединением государства. Прежде имевшие большой вес договорные отношения (др.-рус. рядъ — договор) в результате отмены в XVI веке вольной службы потеряли своё значение в области внутренних государственных отношений. Централизованное управление начинает преобладать над договорными отношениями, а законотворческая деятельность государственной власти — над прежней функцией охраны правового обычая.
В XVI веке взамен прежней вольной возникла обязательная служба. После смерти Василия III окончательно ликвидируется право отъезда. Указ 1556 года установил одинаковую норму службы с поместий или вотчин, в зависимости от их размера. Таким образом уничтожалась разница между двумя старыми типами службы. С конца XV века по 1682 год существовало местничество — система родовой аристократии, распределения государственных должностей в зависимости от знатности рода. Положение каждого служилого человека определялось унаследованной от отцов служилой честью, что называлось отечеством. Прочее население, кроме служилых людей и духовенства, образовало массу тяглых людей. По различию тягла (денежные и натуральные государственные повинности) население разделялось на посадских людей — торгово-промышленное население, проживавшее на посадах, и уездных людей, или крестьян. Крестьяне различались на владельческих (вотчинных, помещичьих и монастырских), дворцовых и крестьян чёрных тяглых волостей.
Развитие социальных отношений и образование централизованного государства требовали создания новых законодательных актов. В их числе были грамоты государей которые делились на жалованные и уставные. Жалованные грамоты даровали отдельным лицам и учреждениям имущество или судебные и финансовые права и привилегии либо обеспечивали применение определённой правовой нормы (заповедные и правые грамоты). Уставные грамоты вводили правила в сфере управления. Так, в целях большего подчинения местных властей власти московского князя издавались уставные грамоты наместничьего управления (губные и земские), регламентировавшие деятельность кормленщиков и в некоторой мере ограничивавшие их произвол. Наиболее ранними уставными грамотами были Двинская 1397 или 1398 годов и Белозерская 1488 года. Памятником финансового права является Белозерская таможенная грамота 1497 года, которая предусматривала сбор внутренних таможенных пошлин путём сдачи их на откуп. Кроме того, существовали указные грамоты, адресованные на различным должностным лицам и содержавшие распоряжения правительства по отдельным вопросам.
Развитие русского права выразилось также в составлении Судебника 1497 года. Судебник внёс единообразие в судебную практику, а также закрепил новые общественные порядки, в том числе выдвижение мелких и средних феодалов — дворян и детей боярских. В интересах этих социальных групп Судебник ввёл новые ограничения в судебную деятельность кормленщиков и положил начало массовому закрепощению крестьян, повсеместно ограничив переход крестьян к другому феодалу строго определённым сроком: неделя до и неделя после Юрьего дня осеннего.
Основными письменными источниками права в Русском государстве стали Царский Судебник 1550 года и Соборное уложение 1649 года. Судебник 1550 года отразил изменения в российском законодательстве с 1497 по 1550 годы. В новом Судебнике был предусмотрен и порядок дальнейшего развития законодательства: по всем вопросам, не освещённым в Судебнике, предписывался доклад государю и всем боярам, решения которых должны были приписываться к Судебнику. Так возникли указные книги приказов — дополнительные статьи к Судебнику. С помощью указных книг законодательство развивалось в течение столетия. Другим существенным источником являлся Стоглав 1551 года — собрание постановлений Стоглавого Собора, содержащее главным образом нормы церковного права, но также ряд норм гражданского, семейного и уголовного права.
Крупнейшим законодательным актом данного периода является Соборное уложение 1649 года. Непосредственным поводом для его принятия стало восстание посадских людей Москвы в 1648 году. Для рассмотрения и утверждения Уложения был созван Земской собор. Соборное уложение 1649 года представляло собой значительный шаг в развитии законодательства. Этот закон касался большей части общественно-политической жизни того времени и различных отраслей права. Источники Уложения включали Правила святых апостолов и святых отцов, градские законы греческих царей, прежние государевы указы и боярские приговоры, сличённые со старыми судебниками, Литовский статут. Также Уложение включало новые правила. В дополнение его частей издавались новые указы, так называемые новоуказные статьи, чтобы искоренить «злодейства, превзошедшие в обычаи», по примеру «всех государств окрестных» и даже «по новым еуропским обычаям».

## Административное деление

Административно-территориальное деление в 1708 году

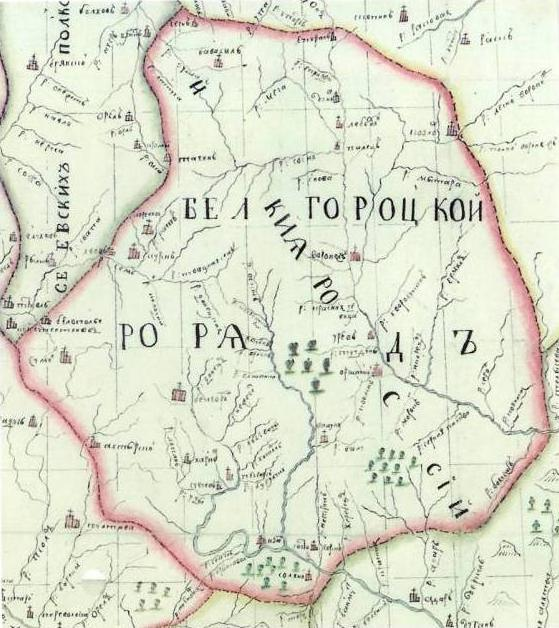
Карта Белгородского разряда XVII века

Основной административной единицей Русского государства был уезд, который делился на волости и станы. Уездные города являлись военными, судебными и административными центрами уездов. Уезды образовывались постепенно на основе прежних княжеств, из-за чего размеры уездов были различны. Из уездов выделялся большой Новгородский уезд, где сохранялось традиционное деление на пятины. К середине XVII века сложилось более 250 уездов.
В середине XVI века на приграничных территориях начали создаваться большие военно-административные районы — разряды. В первую очередь это объяснялось необходимостью лучшего управления войсками на границах. Первым таким военно-административным районом стал Украинный разряд, позже получивший название Тульского. Постепенно число разрядов увеличивалось. Так, после присоединения Смоленска в 1654 году был образован Смоленский разряд, в 1658 году, в связи с укреплением обороны Белгородской черты, был образован Белгородский разряд. Особыми военно-территориальными образованиями были слободские полки, входившие в состав Белгородского разряда.
18 декабря 1708 года в ходе административной реформы царя Петра I страна была разделена на восемь губерний: Московскую, Ингерманландскую, Архангелогородскую, Киевскую, Смоленскую, Казанскую, Азовскую и Сибирскую.

## Выборная администрация
К выборной администрации относились губные и земские старосты, должности которых были введены в начале — середине XVI века. Губной староста, основной задачей которого являлась борьба с разбоями, выбирался местным дворянством. Земские старосты выбирались тягловым населением — крестьянами и посадскими. В обязанности земских старост входили управление своим посадом или волостью, суд по гражданским делам и сбор налогов.

## Экономика

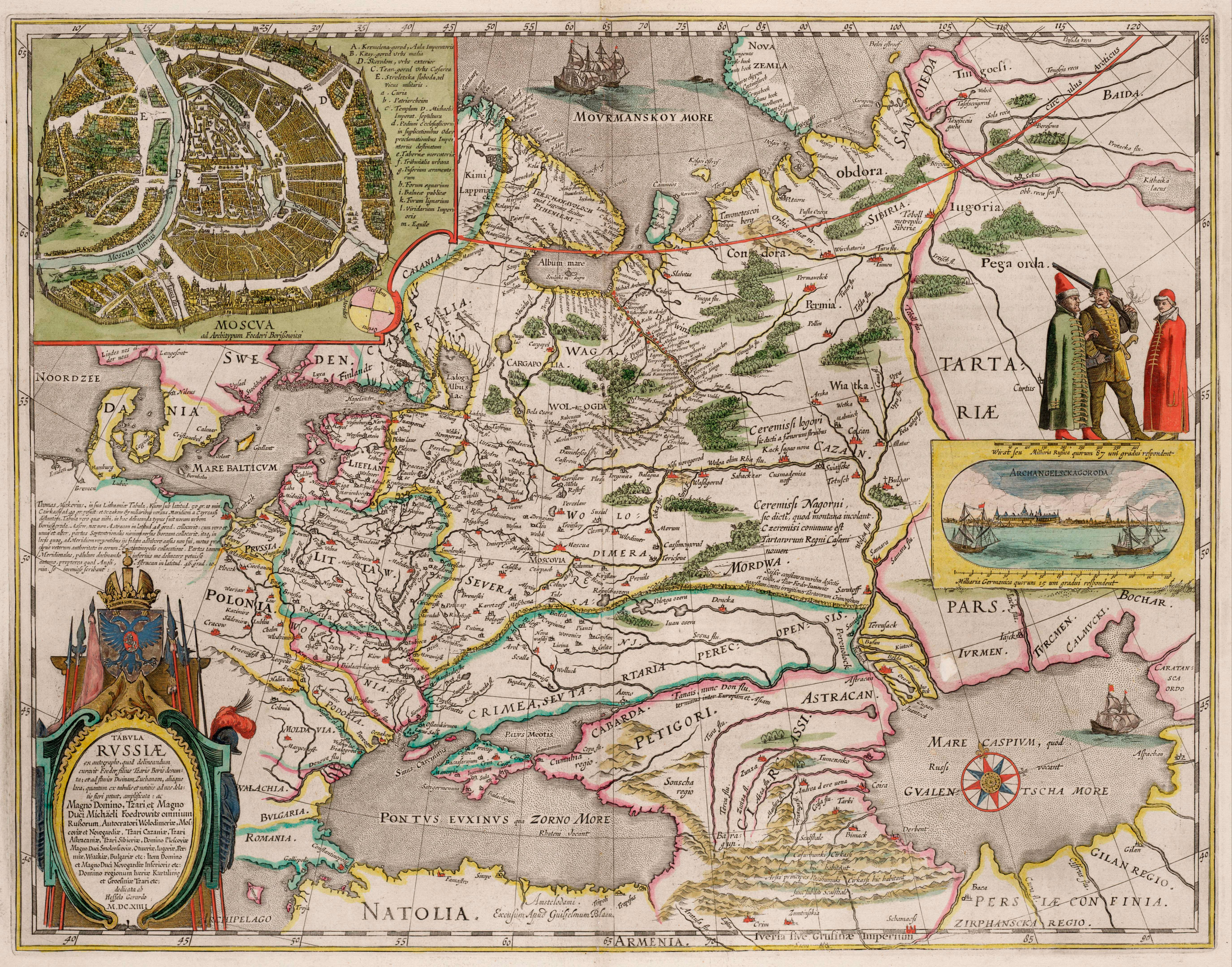
Карта Европейской России составленная Фёдором Годуновым. Отпечатана в 1614 году в Голландии.

К концу XVI века насчитывалось около 220 городов, продолжалось развитие ремесленного производства, шёл процесс территориальной специализации. После присоединения поволжских ханств, началась торговля со странами Востока, продолжалась со странами Западной Европы. В целом, период до Смутного времени характеризуется укреплением традиционной феодальной экономики. Рост мелкотоварного производства в городах и торговли не привели к созданию очагов буржуазного развития. Поруха 1570—1580-х годов, сильно ударила по экономике России: опустели наиболее развитые в экономическом отношении центр и северо-запад, часть населения разбежалась, другая — погибла в результате опричнины и Ливонской войны. Более половины пашни оставалось необработанными, резко вырос налоговый гнёт. В 1570—1571 годах по стране прокатилась эпидемия чумы, в стране начался массовый голод.
В XVII веке начинается активное развитие торговли, торговые связи, основанные на естественно-географическом разделении труда и развитии городского ремесла, постепенно охватывают всю страну. Крупнейшим торговым центром была Москва, огромную роль играли ярмарки.

### Денежная система
В XVI и XVII веках денежная система Русского государства состояла из: рубля, полтины, гривны, гроша, копейки, денги, полуденги и пулы (название медных монет).
Усиление централизации Русского государства сделало необходимой унификацию региональной монетной чеканки, которая была осуществлена в 1534 году Еленой Глинской. Реформа 1535 года ввела стандарт на чеканку «московки» (московской денги) и «новгородки» (новгородской денги), причём одна «новгородка» равнялась двум «московкам». На аверсе «московки» изображался всадник с саблей, а на аверсе «новгородки» — всадник с копьём, из-за чего «новгородку» вскоре начинают называть копейкой. Из гривны серебра чеканилось 300 «новгородок» (их средний вес составлял 0,68 грамма) или 600 «московок» (средний вес 0,34 грамма), а 100 «новгородок» составляли московский счётный рубль. Впоследствии в связи с постоянным ухудшением монетной стопы более весомая копейка вытеснила денгу, сделав её второстепенным номиналом.
Рубль разделялся на полтины, гривны и алтыны. Полтина означала половину рубля, гривна заключала двадцать денег, а алтын шесть денег.

## Политическая система

### Органы управления
Органами центрального управления в Русском государстве были приказы. Они развились из первоначально единоличных и временных правительственных поручений, которые московский великий князь давал своим боярам. Одни приказы имели зону ответственности на всей территории страны, другие, только в отдельных областях, третьи управляли отдельными отраслями, четвёртые ведали небольшими отдельными предприятиями (например, Книгопечатный приказ). Было около 15 приказов по военному управлению, не менее 10 по государственному хозяйству, около 13 по дворцовому ведомству и 12 приказов «в сфере внутреннего благоустройства и благочиния».

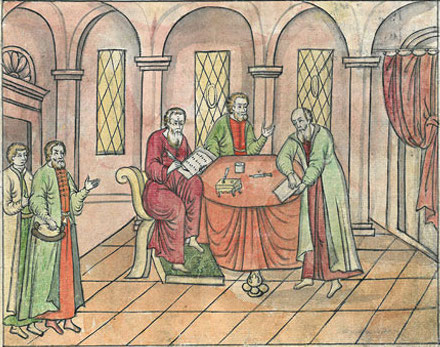
Делопроизводство в Посольском приказе, миниатюра XVII в.

Важнейшими приказами общегосударственного значения были следующие:
- Посольский приказ, ведавший внешние сношения;
- Поместный приказ, ведавший служилое землевладение;
- Разрядный приказ, или Разряд, заведовавший военным делом и назначением командного состава;
- Холопий приказ ведал регистрацией холопов;
- Разбойный приказ (с подчинёнными ему губными старостами на местах) ведал важнейшие уголовные дела по всему государству;
- Приказ Большой казны и Большого прихода ведали государственное хозяйство и финансы;
- Территориальными приказы были Малороссийский, Сибирский, а также дво́рцы Казанский, Новгородский, Тверской

### Представительные органы
Земский собор впервые был созван в 1549 году. «Уложенный» собор 1648—1649 годов принял основы государственного законодательства. Соборы 1598 и 1613 годов носили учредительный характер и являлись верховной властью в государстве. В Смутное время и непосредственно после него земские соборы сыграли важную роль в деле восстановления государственности.
Боярская дума состояла из ближайшего окружения царя и стояла во главе древнерусской администрации. Боярство в XVI—XVII веках, являлось высшим рангом, которым государь «жаловал» своих ближайших помощников. Имелось несколько десятков знатных фамилий, преимущественно княжеских, члены которых «бывали в боярах». Вторым чином или рангом в думе был «окольничий», который так же назначался царём. Эти «чины» пополнялись исключительно из представителей высшей московской аристократии, и только начиная с XVII века были единичные случаи пожалования боярства людям из среднего служилого слоя. Число бояр и окольничих редко превышало 50 человек. Кроме них в состав думы входило несколько думных дворян и трое или четверо думных дьяков, секретарей и докладчиков думы.

### Придворные чины
Двор русских царей составляли придворные из дворянского сословия — так называемые дворовые люди. Как и придворные в других странах, они делились на чины по титулам. Основные из них были перечислены в грамоте царя Бориса от 1601 года: «Большого Дворца дворовые люди всех чинов: ключники, стряпчие, сытники, подключники; конюшенного приказу приказчики, конюхи, стремянные, стряпчие; ловчего пути охотники и конные псари; сокольничья пути кречетники, сокольничии, ястребники, трубники и сурначей».

## Армия

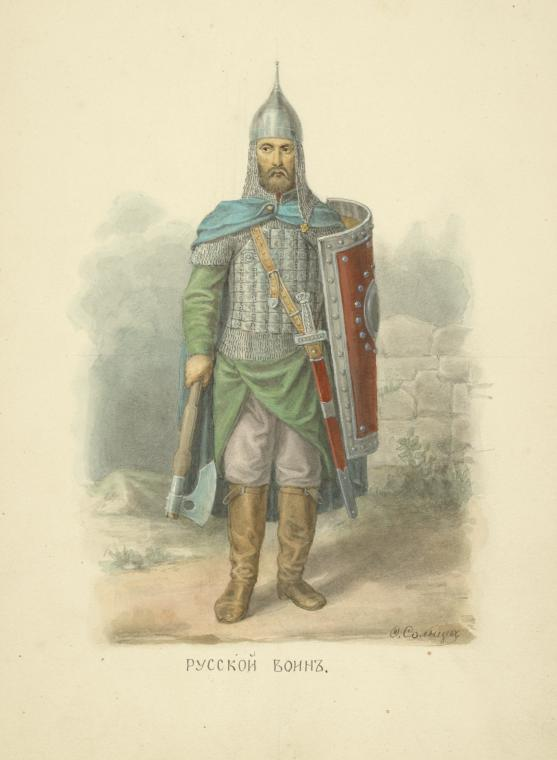
Русский воин. «Одежды Русского государства» Фёдор Солнцев

Со второй половины XV века на смену дружине и городовым полкам приходят небольшие феодально организованные группы, во главе которых стоял боярин или служилый князь, а в неё входили дети боярские и дворовая челядь. Организация такого войска была очень сложна и построена по феодальному принципу. Наименьшей тактической единицей была «списса» или «копьё», командовал которой феодальный собственник, обязанный вести ежегодную воинскую службу; а состояла она из его вооружённых людей. Такая система получает полное развитие в XVI веке.
Данная военная система во многом сложилась благодаря Ивану III. Основу войска составляли служилые люди. Они делились на две категории:
- Служилые люди по отечеству. Это служилые князья и татарские «царевичи», бояре, окольничие, жильцы, дворяне и дети боярские.
- Служилые люди по прибору. К ним относились пищальники, а позднее — стрельцы, полковые и городовые казаки, пушкари и другие военнослужащие «пушкарского чина». В военное время они мобилизовывались и распределялись по полкам дворянской рати.

Ядро вооружённых сил составляло конное поместное войско, состоявшее из дворян и детей боярских. В мирное время они были помещиками, поскольку за службу они получали земли в условное держание, а за особые отличия — и в вотчину. В военное время они выступали с великим князем или с воеводами. Одним из основных недостатков поместного войска был его долгий сбор.
Иван Грозный организовал первое постоянное войско Руси — стрелецкое войско. В него вступали вольные люди по желанию. Позднее стрелецкая служба становится наследственной повинностью, образуется своеобразное стрелецкое сословие. Если сначала стрельцов было 3 000, то к концу XVI века их численность возросла примерно до 20 000. Они делились на приказы в 500 человек, которыми управляли стрелецкие головы (к тому же были сотники, пятидесятники и десятники), а ими — Стрелецкий приказ. В отличие от поместного, в стрелецком войске проводились обучения стрельбе, а в XVII веке — и военному строю.
Основным органом управления вооружёнными силами был Разрядный приказ. Царь и Боярская дума совместно назначали главнокомандующего (большого воеводу), других воевод и их помощников. В Разрядном приказе большой воевода получал царский наказ с важнейшей информацией и «разряд» — роспись воевод и ратных людей по полкам. В войско направлялись дьяки и подьячие, составлявшие «разрядный шатёр» (штаб) — они разбирали все сведения, поступающие главнокомандующему из столицы, от других воевод, от разведывательных отрядов. Полковые воеводы получали наказы, где указывался состав подвластного им полка, его задачи, сведения о подчинённых (младших воеводах) и расписывали дворян, детей боярских и их людей по сотням или другой службы. Важным документом, регламентирующим порядок вооружённых сил, стало «Уложение о службе 1555/1556 г.». Служилые люди по прибору приходили в войско в составе своих подразделений и с собственными командирами, но распределялись по полкам поместного ополчения.

### Флот
В июне — октябре 1496 года ополчение, состоявшее из пермичей, вожан, онежан, двинян и устюжан и возглавлявшееся воеводами князьями Иваном и Петром Ушатыми, совершило дальний морской поход на парусно-гребных судах русских поморов. Рать прошла через Белое море, обогнула Кольский полуостров, захватила три шведских корабля, и, двигаясь по северным рекам, вторглась в Северную Финляндию, добившись признания её частью вассальной зависимости от Русского государства.
Во время русско-шведской войны 1656—1658 годов, русские силы захватили шведские крепости Дюнамюнде и Кокенгаузен (переименован в Царевичев-Дмитриев) на Западной Двине. Боярин А. Ордин-Нащокин основал судостроительную верфь в Царевичеве-Дмитриеве и начал строительство кораблей для плавания на Балтийском море. По окончании войны Россия и Швеция заключили Кардисский мирный договор в 1661 году, по результатам которого Россия возвратила Швеции все завоёванные земли и была вынуждена уничтожить все корабли заложенные в Царевичеве-Дмитриеве.
Ордин-Нащокин не потерял своих надежд и повернулся к реке Волге и Каспийскому морю. Получив царское разрешение, боярин пригласил датских судостроителей в село Дединово находящееся на Оке. Строительство судов началось зимой 1667 года. В течение двух лет они закончили строительство четырёх судов: фрегата «Орёл» и трёх меньших судов. «Орёл» закончил своё плавание также плачевно, как и «Фредерик» — он был захвачен в Астрахани взбунтовавшимися казаками Стеньки Разина. Казаки ограбили и затем сожгли это судно.
В XVII веке русские купцы и казаки переплыли через Белое море на кочах, достигли устьев рек Лена, Колыма, и Индигирка, и основали поселения в регионе верхнего Амура. Самым известным из этих первооткрывателей является С. Дежнёв — в 1648 году он проплыл по Северному Ледовитому океану всю длину современной России, обогнул Чукотский полуостров, пересёк Берингово море и вышел в Тихий океан.
Первое трёхмачтовое судно построенное в России было спущено на воду в 1636 году во время правления царя Михаила Фёдоровича. Корабль был построен по западноевропейскому стандарту в Балахне кораблестроителями из Гольштейна, Дания, и был назван «Фредерик». К несчастью, во время сильного шторма, корабль затонул в Каспийском море в своё первое плавание.
В связи с подготовкой Петра I к военным действиям против Османской империи к концу XVII века возникла необходимость в строительстве регулярного русского военно-морского флота, причём только на средства государства и с помощью отечественных специалистов.
В 1696—1711 годах в Воронеже было построено около 215 кораблей для первого в истории России регулярного Российского императорского флота, благодаря которому удалось завоевать крепость Азов, а впоследствии подписать мирный договор с Турцией для начала войны со Швецией.
На борту галеры «Принципиум», собранной в Воронеже из частей, доставленных из села Преображенского, Пётр I по пути в Азов подписал «Устав по галерам», который можно рассматривать как первый военно-морской устав России. 27 апреля (8 мая) 1700 года на верфи Воронежского адмиралтейства был спущен на воду русский 58-пушечный парусный линейный корабль «Гото Предестинация», который строился по проекту русского царя Петра I под руководством известного в будущем корабельного мастера Ф. Скляева. Пётр I принимал участие и в кораблестроительных работах; он же руководил церемонией закладки корпуса «Гото Предестинации» и участвовал в спуске корабля на воду.

## Церковь

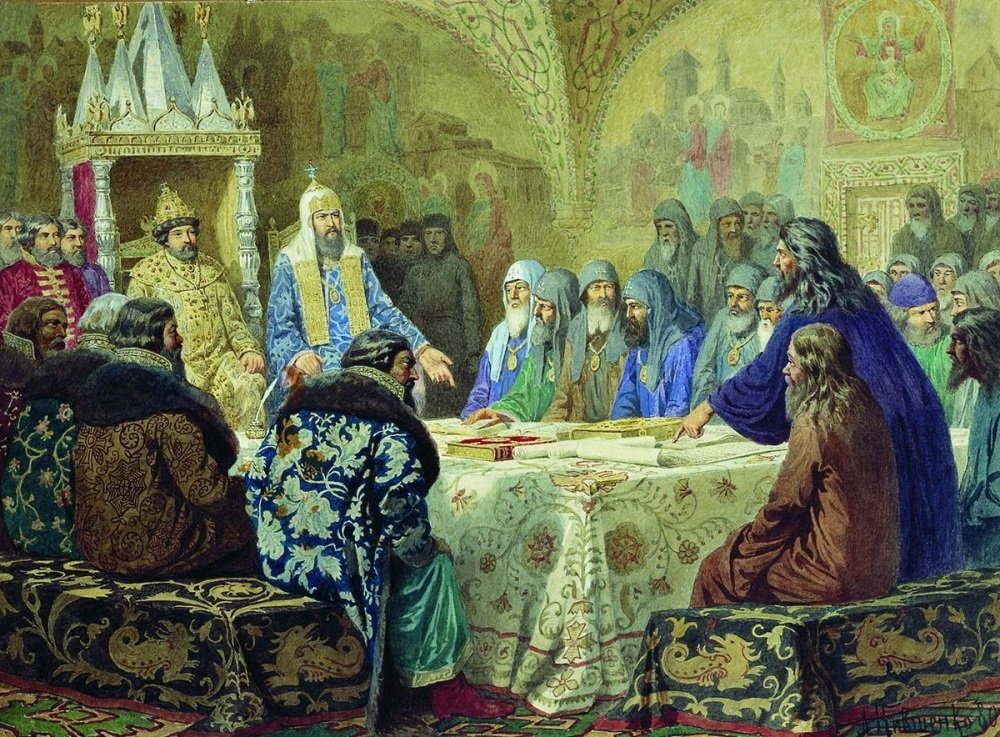
Церковный Собор 1654 года
(Патриарх Никон представляет новые богослужебные тексты) А. Д. Кившенко, 1880 г.

В 1439 году московские иерархи не признали унию католической и византийской церквей. Избранный на митрополию Киевскую и всея Руси иерарх Иона в 1448 году не был поставлен в Константинополе и стал первым главой московской автокефальной церкви.
В правление Ивана III в среде церковных иерархов возникли разногласия по вопросу о церковных имуществах. Группу, отстаивающую допустимость значительных церковных владений, возглавлял Иосиф Волоцкий («иосифляне»), а группу, выступающую за их недопустимость — Нил Сорский («нестяжатели»). Светская власть первоначально склонялась к поддержке второй группы, видя в этом возможность увеличения великокняжеских владений, но не решилась на масштабные секуляризации (за исключением, в частности, включения в состав великокняжеских владений части земель новгородского архиепископа после присоединения Новгородской республики к Московскому княжеству).
На Московском соборе 1589 года московский митрополит принял титул Патриарха. Первым патраирхом стал митрополит Иов.
В 1654 году патриарх Никон инициировал церковную реформу, имеющую целью приблизить богослужение к современным греческим образцам. Производились существенные изменения в обрядах, в том числе введение троеперстия взамен двуперстия, зафиксированного на изображениях всех древнерусских святых. Реформа вызвала раскол в среде верующих, возникло движение старообрядчества. Одним из важных эпизодов сопротивления реформе стало Соловецкое восстание — 8-летняя осада Соловецкого монастыря царскими войсками.

## Наука и образование
Долгое время распространению в России систематического образования препятствовала общественная боязнь «повредиться в вере» под влиянием учёных выходцев из стран, христианство которых, как полагали, утратило первозданную чистоту.
Тем не менее, в середине XVII века создание школы систематического образования начинает реализовываться. Этому способствует и личная высокая учёность царя Алексея Михайловича.
Начало русской систематической школы можно связывать с так называемым «Ртищевским братством». В 1648 году Ф. Ртищев основал в Москве на Воробьёвых горах, «в пленницах», Андреевский «училищный монастырь для распространения свободных мудростей».
По свидетельству Олеария, в середине XVII века в Москве действовало ещё одно училище — Арсения Грека. «В настоящее время они, — что довольно удивительно, — по заключению патриарха и великого князя, хотят заставить свою молодёжь изучать греческий и латинский языки. Они уже устроили, рядом с дворцом патриарха, латинскую и греческую школу, находящуюся под наблюдением и управлением грека Арсения», — говорит Олеарий.
При царе Фёдоре Алексеевиче учреждается ещё одно «греческое училище» в котором руководит иеромонах Тимофей («Типографская школа»). Училище было открыто в апреле 1681 года. В 1686 году в нём училось не менее 250 человек.
В 1685 году при Богоявленском монастыре (в Китай-городе, за «Ветошным рядом») появилась новая греко-латинская школа, где преподавали «учителя высоких наук» иеромонахи братья Иоанникий и Софроний Лихуды. На основе этой школы через 2 года была учреждена Славяно-греко-латинская академия.

### Медицина
Для лечения царя и его семейства приглашались профессиональные медики из Западной Европы, так как собственного медицинского образования в России не было. С приездом в Москву в 1581 году английского доктора Роберта Якоба была учреждена Государева аптека, которая обслуживала членов царской семьи. В аптеке работали англичане, голландцы, немцы и другие иноземцы. В начале XVII века появилось первое государственное медицинское учреждение — Аптекарский приказ. В его ведении находились аптекарские огороды, где выращивались лечебные травы. Наиболее ценные лекарства импортировались из Европы. С 1654 года при Аптекарском приказе действовала первая в стране лекарская школа.
За пределами Москвы центрами врачевания служили монастырские лечебницы. До наших дней сохранились больничные палаты, выстроенные в XVII веке в Троице-Сергиевом, Кирилло-Белозерском, Новодевичьем и других крупных монастырях Русского государства.

## Геральдика
Своим возникновением геральдика на Руси обязана царю Алексею Михайловичу, так как именно при нём появились постоянные символы, принявшие окончательный вид. Первым крупным сочинением в данной области является т. н. Царский титулярник, подготовленный под руководством боярина Артамона Матвеева. Этот труд включал в себя гербы 33 русских земель, названия которых входили в большой государев титул Алексея Михайловича (поэтому официальное название рукописи — «Большая государева книга или Корень российских государей»).
Также крупным и значимым является сочинение герольдмейстера Лаврентия Хурелевича «О родословии российских великих князей и государей, поднесённое царю Алексею Михайловичу от цесарского советника и герольдмейстера Лаврентия Курелича, с показанием имеющегося, посредством браков, сродства между Россией и восмью европейскими державами, то есть цесарем римским и королями: англинским, дацким, французским, гишпанским, польским, португальским и шведским, и с изображением оных королевских гербов, а в средине их великого князя св. Владимира, на конце же портрета царя Алексея Михайловича».

## Популярные народные игры
В Русском государстве XVI—XVII веков были популярны такие игры, как городки, лапта, кулачные бои, шахматы и др.
Несмотря на церковные запреты, как в Европе, так и в России шахматы распространялись, причём среди духовенства увлечение игрой было не меньше (если не больше), чем среди прочих сословий. В Европе в 1393 году Регенсбургский собор изъял шахматы из числа запрещённых игр. В России сведений об официальной отмене церковного запрета на шахматы нет, но по крайней мере с XVII—XVIII века этот запрет фактически не действовал. Играл в шахматы Иван Грозный. При Алексее Михайловиче шахматы были распространены среди придворных, умение играть в них было обычным среди дипломатов. В Европе сохранились документы того времени, в которых, в частности говорится, что русские посланники знакомы с шахматами и играют в них весьма сильно. Увлекалась шахматами царевна Софья. При Петре I ассамблеи не проходили без шахмат.

## Культура

### Архитектура

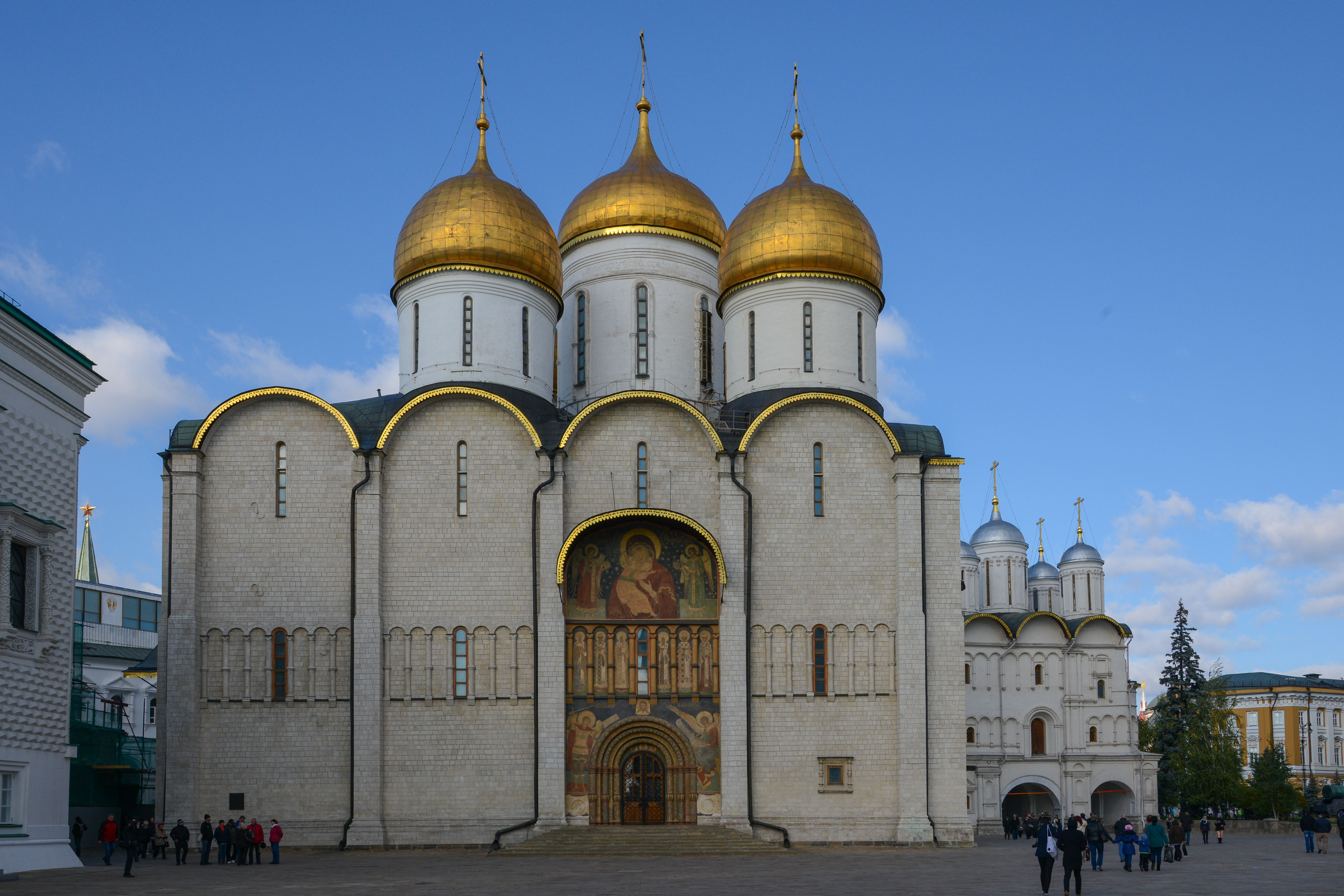
Успенский собор в Москве (1475—1479)

В конце XV — начале XVI века в Москве — столице объединённого Русского государства, были возведены знаменательные архитектурные сооружения, остающиеся символами России и по сей день. При Иване III был создан современный ансамбль Московского Кремля. К нему относятся: краснокирпичные стены Московского Кремля (1485—1516 гг.), новое здание Архангельского собора (усыпальницы русских князей и царей) (1505—1508 гг.), Успенский собор (1475—1479 гг.), Колокольня Ивана Великого (1505—1509 гг.), Грановитая палата (1487—1491 гг.).
В правление Елены Глинской под руководством итальянского инженера Петрока Малого была построена Китайгородская стена (1535—1538).

### Литература

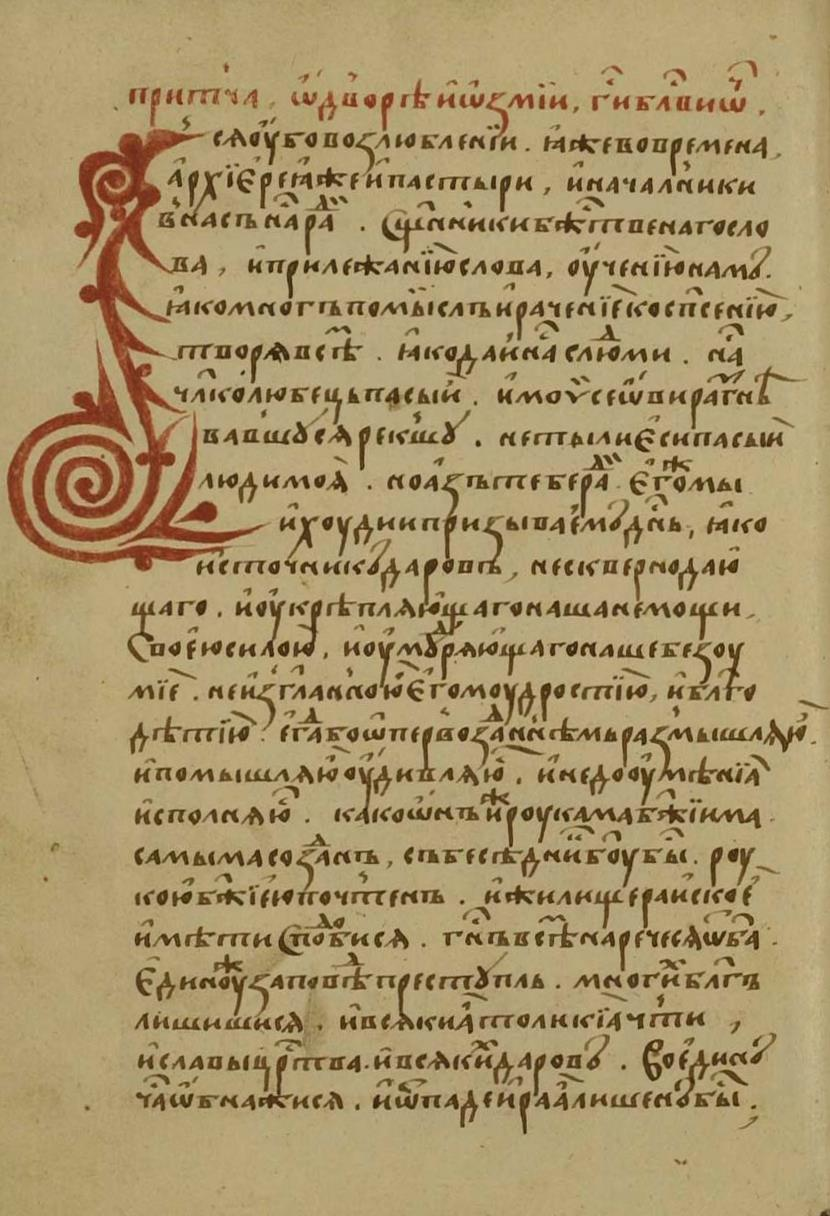
«Златоуст». Список XVI века